# 7. Dezember
Der 7. Dezember ist der 341. Tag des gregorianischen Kalenders (der 342. in Schaltjahren), somit bleiben 24 Tage bis zum Jahresende.

## Ereignisse

### Politik und Weltgeschehen

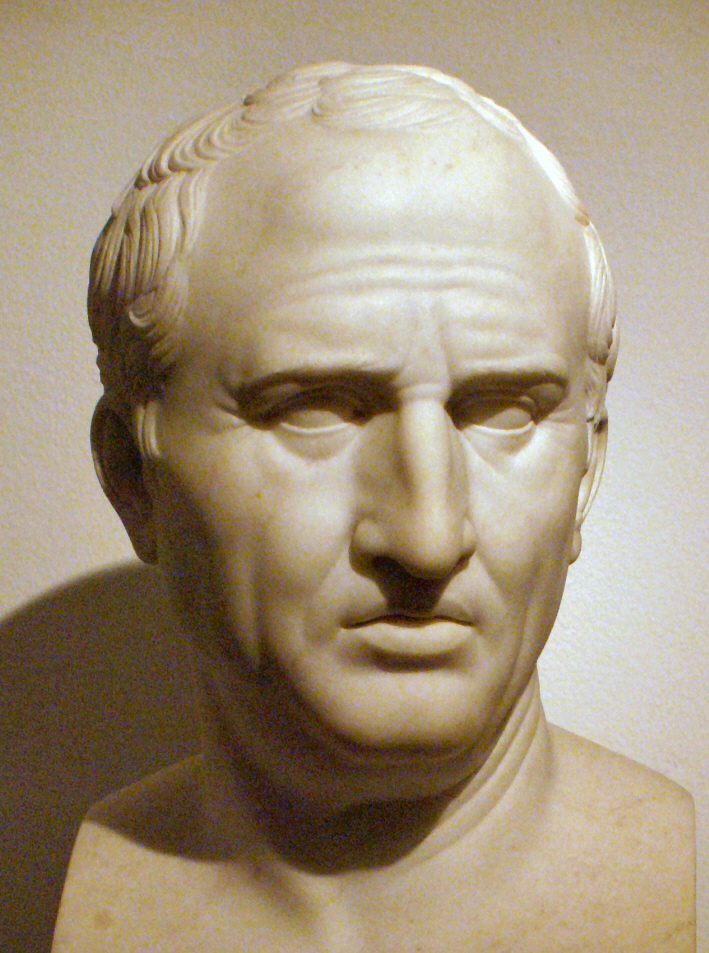
43 v. Chr.: Cicero

- 43 v. Chr.: Marcus Antonius lässt den auf die Proskriptionsliste gesetzten Redner und politischen Gegner Cicero ermorden. Sein Leichnam wird grausam verstümmelt.
- 1631: Sächsische Truppen unter Hans Georg von Arnim-Boitzenburg bezwingen ein kaiserliches Heer unter dem Befehl Rudolf von Tiefenbachs im Dreißigjährigen Krieg bei der böhmischen Stadt Nimburg.

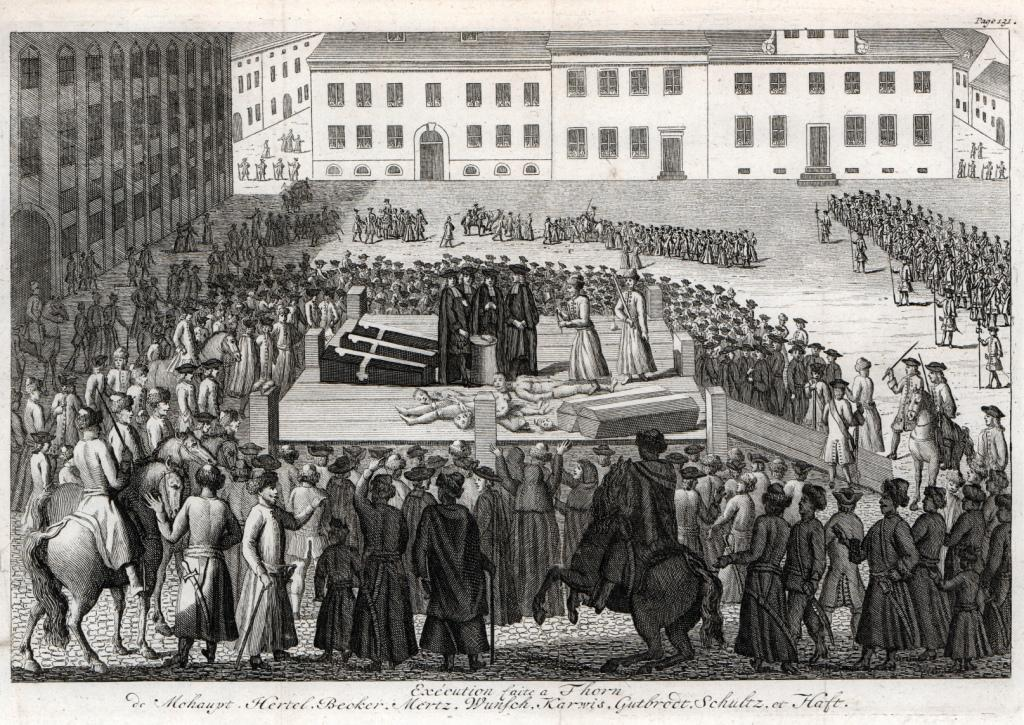
1724: Thorner Blutgericht

- 1724: Das Thorner Blutgericht erregt europaweites Aufsehen: Der polnische König August der Starke lässt den Bürgermeister von Thorn, Johann Gottfried Rösner, und neun weitere protestantische Bürger hinrichten. Der Rat der Stadt muss in Zukunft mehrheitlich katholisch besetzt werden.

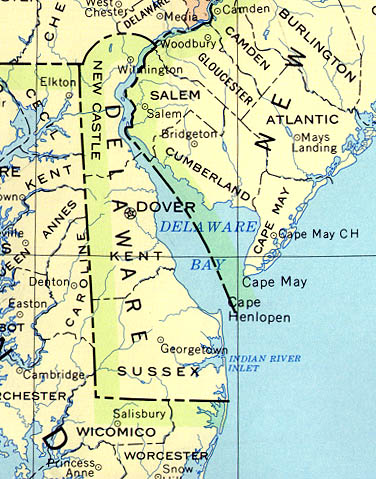
1787: Delaware

- 1787: Delaware wird erster Bundesstaat der Vereinigten Staaten.
- 1807: Das Königreich Westphalen wird von Napoleon Bonaparte auf Grundlage des Friedens von Tilsit ausgerufen, per königlichem Dekret seine Constitution bekannt gemacht und der Eintritt in den Rheinbund geregelt.
- 1849: Die Fürsten von Hohenzollern-Hechingen und Hohenzollern-Sigmaringen treten vertraglich ihre Souveränitäts- und Regierungsrechte an Preußen ab.
- 1852: In einer Festung bei Mantua werden Enrico Tazzoli, Carlo Poma und drei weitere Mitglieder des in der Zeit des Risorgimento in Mantua agierenden Befreiungsausschusses nach ihrer Festnahme und Verurteilung von den Österreichern hingerichtet.
- 1864: Der preußische König Wilhelm I. stiftet das Alsenkreuz. Es erinnert an die Eroberung der Insel Alsen während des Deutsch-Dänischen Krieges.
- 1868: Die im Deutschen Krieg annektierten Gebiete Kurfürstentum Hessen, Herzogtum Nassau und die Freie Stadt Frankfurt werden zur preußischen Provinz Hessen-Nassau zusammengefasst. Provinzhauptstadt wird die vorherige Residenzstadt Kassel.
- 1906: Das deutsche Linienschiff Schleswig-Holstein läuft vom Stapel. Am 1. September 1939 wird es mit Schüssen auf die Danziger Westerplatte den Zweiten Weltkrieg in Europa eröffnen.
- 1917: Mehr als acht Monate nach der Kriegserklärung an das Deutsche Reich erklären die Vereinigten Staaten auch Österreich-Ungarn den Krieg.
- 1939: Im Winterkrieg beginnt die Schlacht von Suomussalmi zwischen der Roten Armee und Finnland, die bis zum 7. Januar dauern wird.
- 1941: Adolf Hitler gibt den geheimen so genannten Nacht-und-Nebel-Erlass heraus. Das Oberkommando der Wehrmacht unter Wilhelm Keitel lässt daraufhin rund 7.000 des Widerstands verdächtige Personen aus den besetzten Gebieten nach Deutschland verschleppen und dort hinrichten oder ohne Nachricht an ihre Angehörigen festhalten.

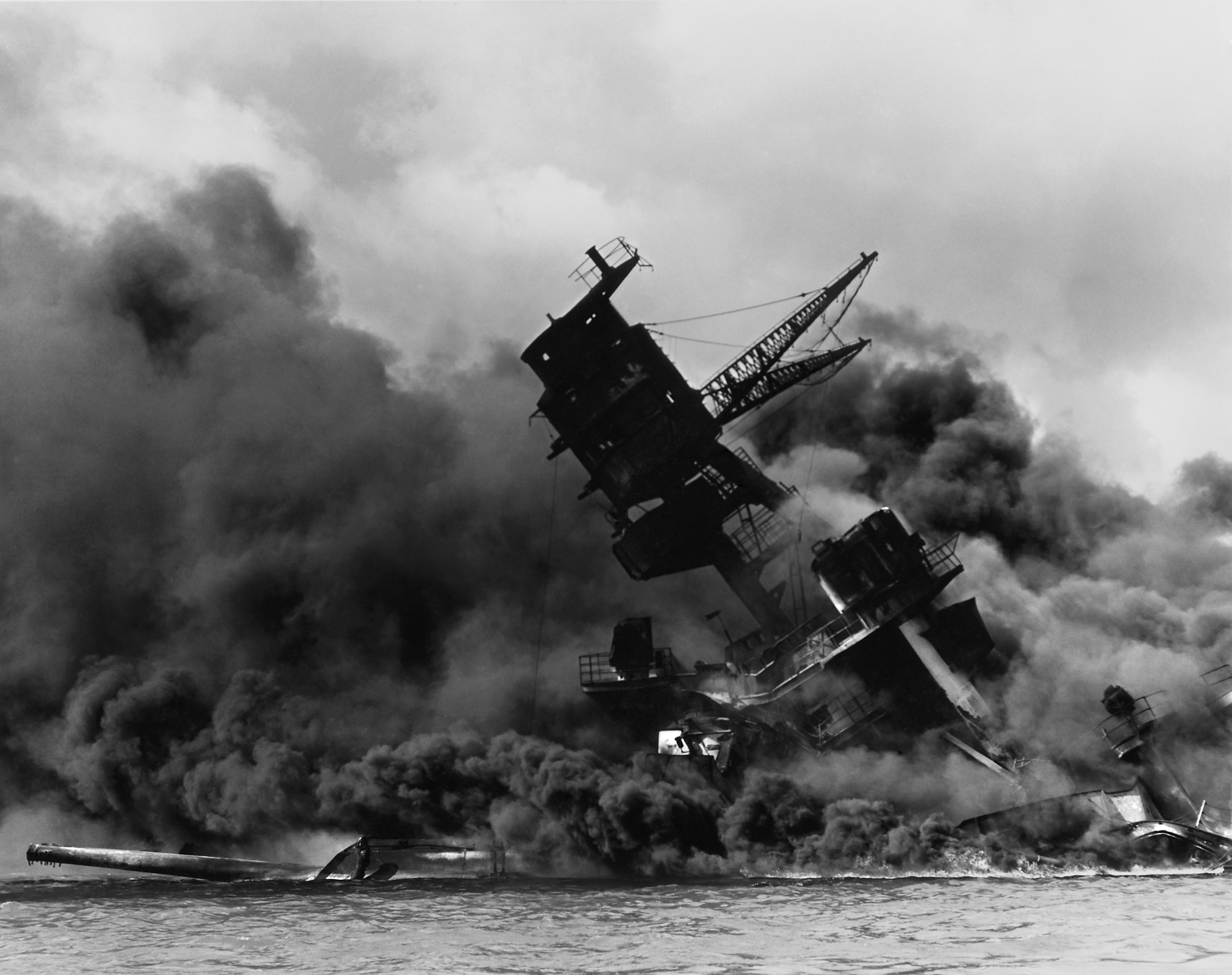
1941: Pearl Harbor

- 1941: Der Angriff auf den US-Flottenstützpunkt Pearl Harbor auf der Pazifikinsel Oʻahu in Hawaii durch Japan führt in der Folge zum Eintritt der Vereinigten Staaten in den Zweiten Weltkrieg, was insbesondere auf den Pazifikkrieg entscheidende Auswirkungen haben wird.

1943: Flagge des Libanon

- 1943: Der Libanon erhält seine Staatsflagge.
- 1944: In Chicago wird das Abkommen über die internationale Zivilluftfahrt unterzeichnet, mit dem die International Civil Aviation Organization (ICAO) geschaffen wird.
- 1948: Im Westteil Berlins wird Ernst Reuter von den Stadtverordneten zum Regierenden Bürgermeister gewählt.
- 1970: In Warschau wird im Rahmen der deutschen Ostpolitik der Warschauer Vertrag über die Grundlagen der Normalisierung zwischen der Bundesrepublik Deutschland und Polen unterzeichnet. Am gleichen Tag macht Willy Brandt seinen Kniefall von Warschau vor dem Mahnmal des Warschauer Ghettos, was weltweit zum Symbol für die Versöhnung wird.

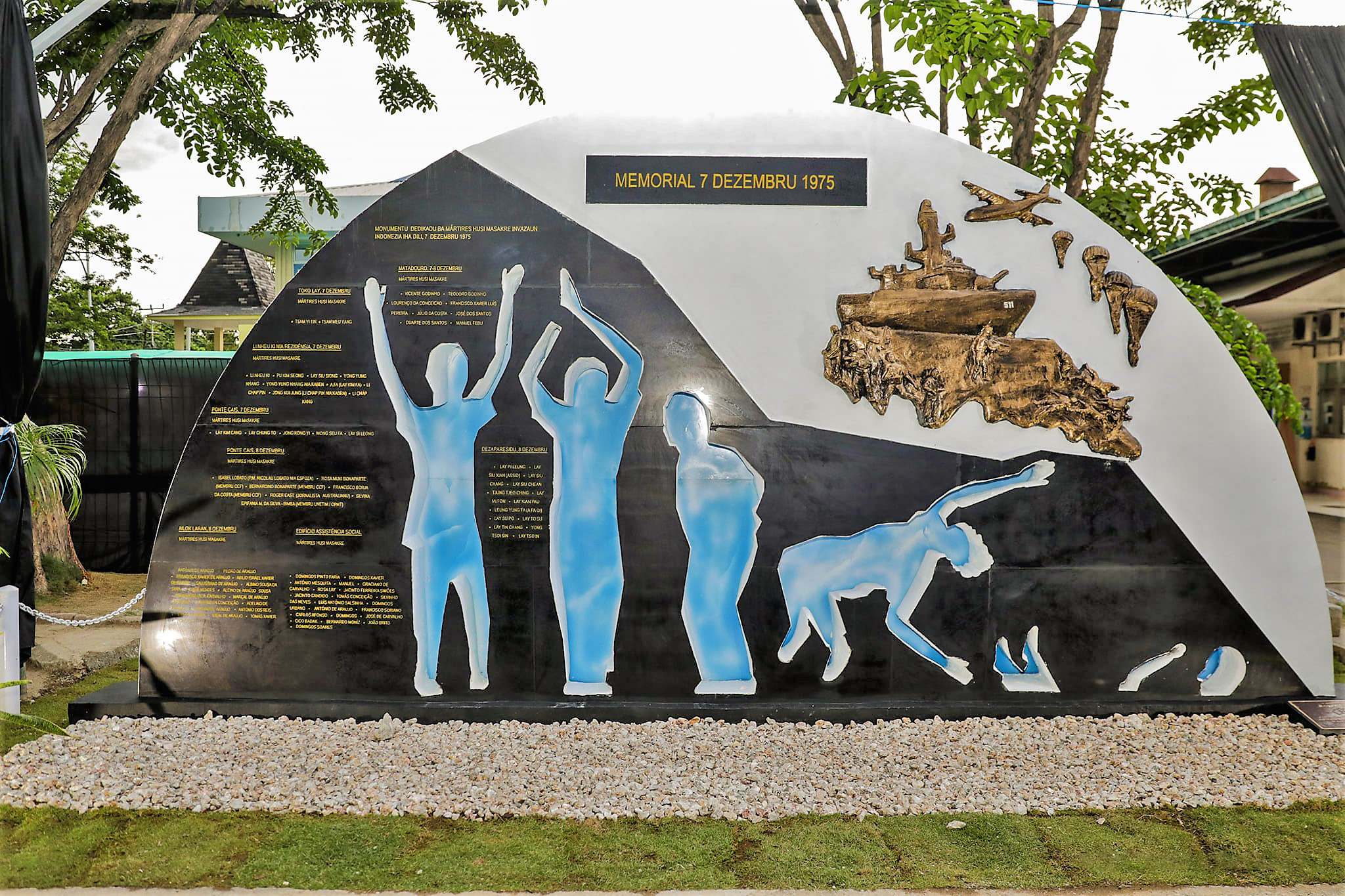
1975: Denkmal zur Invasion Osttimors

- 1975: Einheiten der indonesischen Armee besetzen Osttimor, neun Tage nach dessen Unabhängigkeitserklärung von Portugal.
- 1982: Im US-Bundesstaat Texas wird zum ersten Mal die Giftspritze für eine Hinrichtung eingesetzt.
- 1988: Der sowjetische Staats- und Parteiführer Michail Gorbatschow hält vor der Generalversammlung der UNO in New York City eine Rede, in der er die Verringerung der sowjetischen Truppenstärke um eine halbe Million Mann anbietet.
- 1989: Sajus na Demokratitschnite Sili wird als Bündnis oppositioneller Gruppierungen im kommunistischen Bulgarien gegründet. Erster Vorsitzender der Union wird der Philosoph und Dissident Schelju Schelew.
- 1989: In Ost-Berlin einigen sich Vertreter von Regierung und Opposition am „runden Tisch“ u. a. auf die Auflösung des Ministeriums für Staatssicherheit (Stasi) sowie auf freie Kommunalwahlen in der DDR am 6. Mai 1990.
- 1989: Der tschechoslowakische Ministerpräsident Ladislav Adamec tritt wegen anhaltender Unruhen im Land von seinem Amt zurück.
- 2001: Die afghanische Nordallianz befreit mit US-amerikanischer Hilfe Kandahar von der Herrschaft der Taliban.
- 2005: Der wegen Verbrechen gegen die Menschlichkeit im Kroatienkrieg gesuchte kroatische General Ante Gotovina wird auf der spanischen Insel Teneriffa festgenommen.
- 2009: Die UN-Klimakonferenz in Kopenhagen beginnt mit etwa 10.500 Delegierten.
- 2017: Auf dem SPD-Parteitag in Berlin wird Martin Schulz im Amt als Parteichef mit 81,9 Prozent der Stimmen bestätigt; zudem votieren die Delegierten mehrheitlich dafür, mit CDU/CSU nun doch Gespräche über gemeinsame Regierungsbildung unter Kanzlerin Angela Merkel aufzunehmen.
- 2018: Beim 31. Parteitag der CDU in Hamburg wird Annegret Kramp-Karrenbauer im zweiten Wahlgang zur Nachfolgerin von Angela Merkel als Parteivorsitzende gewählt, die zuvor 18 Jahre lang das Amt innehatte.

### Wirtschaft
- 1904: Emil von Behring gründet mit den zwei Millionen Mark, die er 1901 als erster Nobelpreisträger für Medizin erhalten hatte, in Marburg die Behringwerke.
- 1945: In Italien vereinbaren die Confederazione Generale Italiana del Lavoro und die Confindustria die Einführung der gleitenden Lohnskala (automatische Anpassung der Löhne an die Preisentwicklung).
- 1995: Bill Gates kündigt in der als Pearl-Harbor-Rede bekannt gewordenen Ansprache das künftige Engagement von Microsoft im Bereich Internetsoftware mit den Worten „A sleeping giant has awakened“ an und signalisiert damit den Beginn des Browserkriegs gegen Netscape.

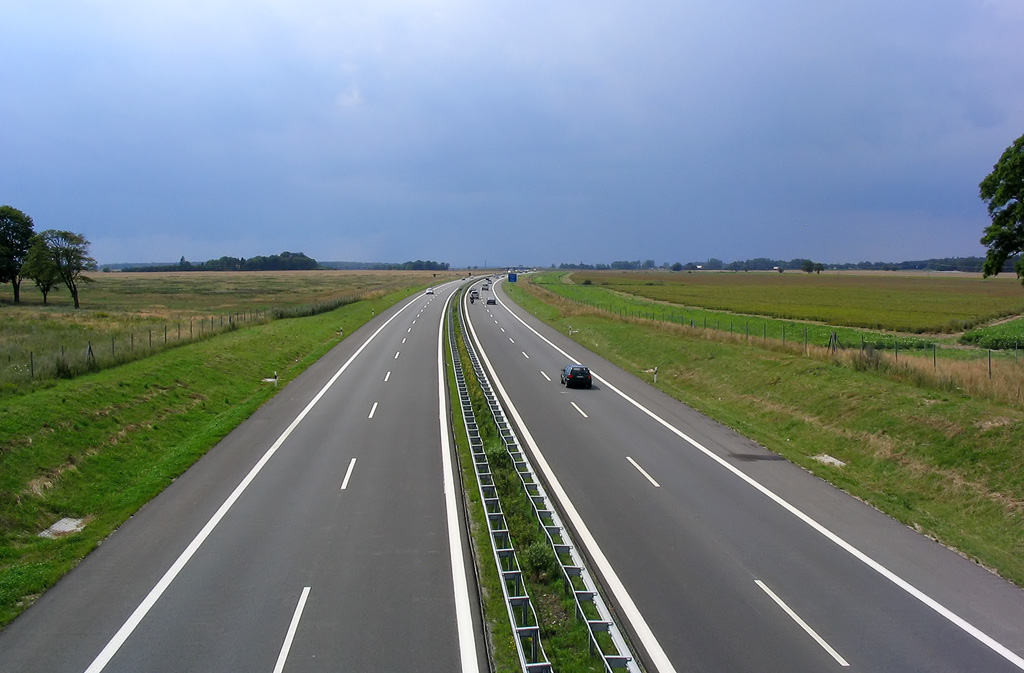
2005: Die A 20 bei Langsdorf in Richtung Rostock

- 2005: Bundeskanzlerin Angela Merkel eröffnet zwischen Tribsees und Greifswald die letzten Teilstücke der Bundesautobahn 20, der sogenannten Ostsee- bzw. Küstenautobahn, die vom Kreuz Uckermark zum Kreuz Lübeck führt. Die A 20 ist damit der längste zusammenhängende Autobahnneubau seit 1945.
- 2012: Die letzte Ausgabe der Financial Times Deutschland erscheint.

### Wissenschaft und Technik
- 1785: Der deutsch-britische Astronom Wilhelm Herschel entdeckt im Sternbild Kleiner Löwe die beiden Balkenspiralgalaxien NGC 3003 und NGC 3395.
- 1835: Zwischen Nürnberg und dem Ludwigsbahnhof in Fürth nimmt die Ludwigseisenbahn ihren Betrieb auf. Die Strecke der ersten deutschen Eisenbahn hat eine Länge von 6,05 km, für die die 10 PS starke Lokomotive namens Adler des britischen Eisenbahnpioniers George Stephenson etwa neun Minuten benötigt.
- 1801: Der Zwergplanet Ceres wird von Franz Xaver von Zach mit Hilfe einer mathematischen Approximation der Umlaufbahn über die Methode der kleinsten Quadrate wiederentdeckt. Es ist die erste dokumentierte Anwendung des Verfahrens zur Bahnbestimmung von astronomischen Objekten.
- 1888: Der Luftreifen wird von John Boyd Dunlop zum Patent angemeldet.
- 1923: Edwin Powell Hubble beweist die Existenz von Himmelskörpern, die außerhalb unserer Milchstraße liegen.

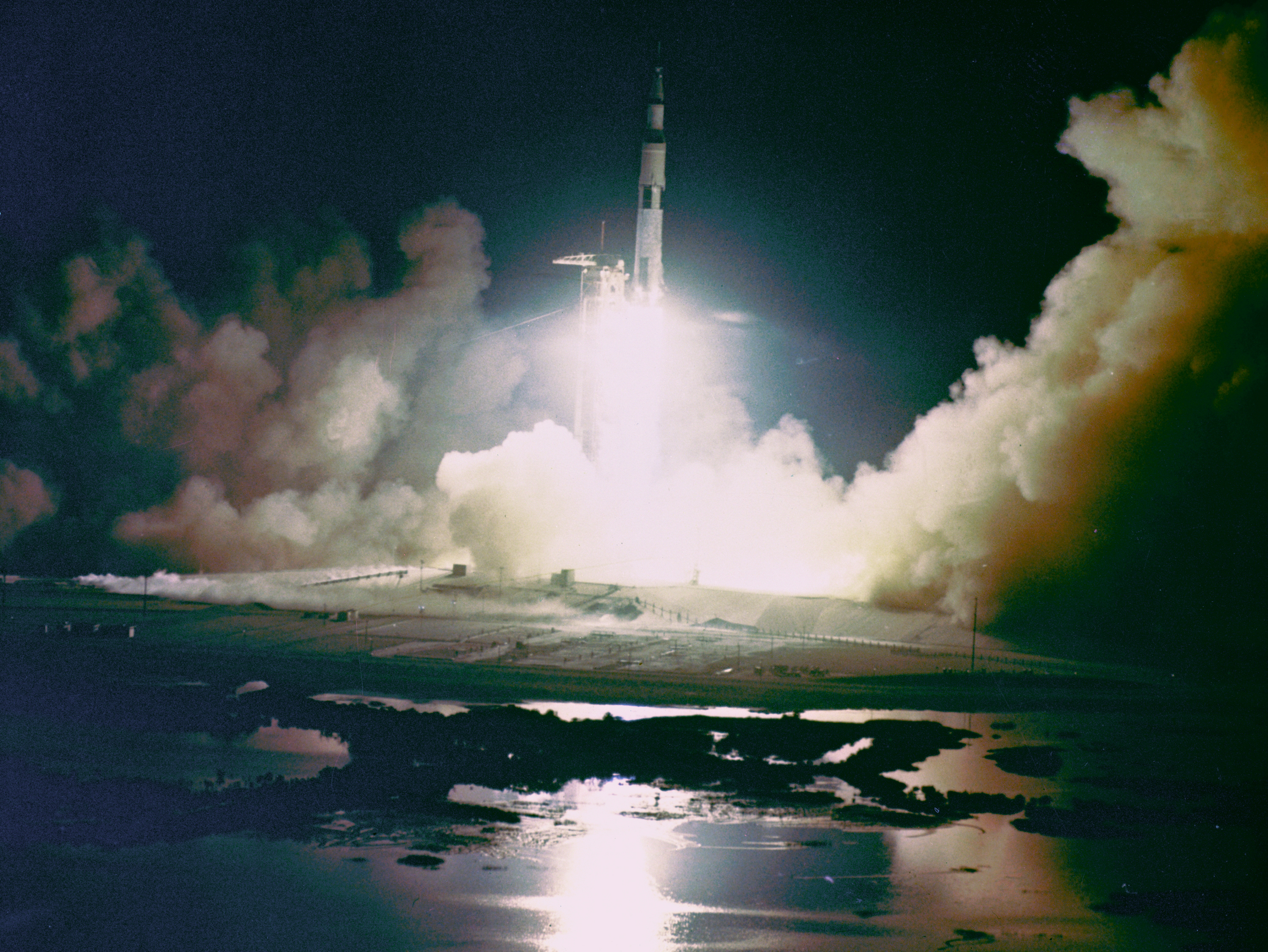
1972: Start von Apollo 17

- 1972: Mit Apollo 17 machen sich vorläufig zum letzten Mal Menschen auf den Weg zum Mond. Es handelt sich um den einzigen Nachtstart des Apollo-Programms.
- 1995: Die Tochtersonde trennt sich vom Mutterschiff der Raumsonde Galileo, um in die Atmosphäre des Jupiter einzutauchen.
- 2001: Der Satellit TIMED zur Untersuchung der Dynamik der Erdatmosphäre wird von der kalifornischen Vandenberg Air Force Base aus mit einer Delta II-Trägerrakete gestartet.

### Kultur

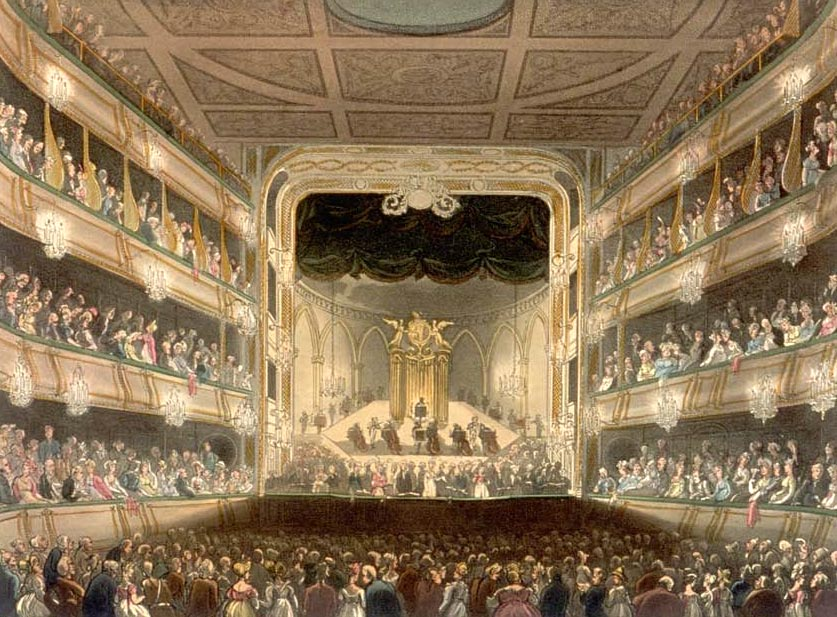
1732: Royal Opera House

- 1732: Das Royal Opera House im Londoner Covent Garden wird mit William Congreves Stück The Way of the World eröffnet.

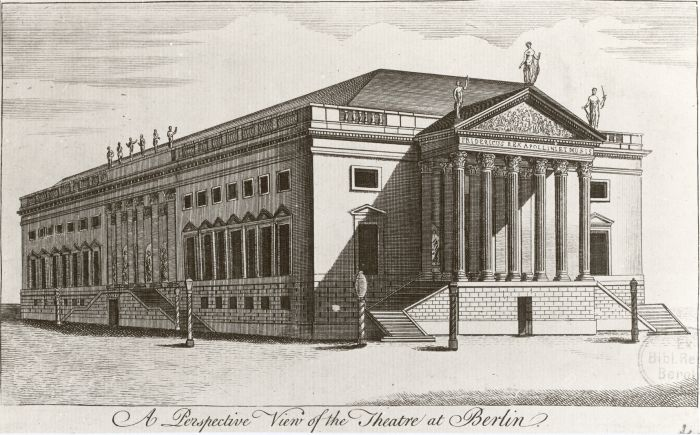
1742: Das Berliner Opernhaus in der ursprünglichen Form

- 1742: Die nach Plänen von Georg Wenzeslaus von Knobelsdorff im Stil des Palladianismus errichtete Staatsoper Unter den Linden wird mit Carl Heinrich Grauns Stück Cleopatra e Cesare als Königliche Hofoper in Berlin eröffnet.
- 1799: An der Opéra-Comique in Paris erfolgt die Uraufführung der Oper Le Délire ou Les Suites d’une erreur von Henri Montan Berton.
- 1881: Die Uraufführung der Oper Das Käthchen von Heilbronn von Karl Reinthaler nach einem Libretto von Heinrich Bulthaupt, basierend auf dem gleichnamigen Schauspiel von Heinrich von Kleist, erfolgt in Frankfurt am Main.
- 1889: Die Operette The Gondoliers or, The King of Barataria des Komponisten Arthur Sullivan und des Librettisten W. S. Gilbert hat ihre Uraufführung am Savoy Theatre in London. Die Operette ist die zwölfte in der Zusammenarbeit von Gilbert und Sullivan und deren letzter großer gemeinsamer Erfolg.
- 1909: Bei seiner Uraufführung im Vígszínház in Budapest wird das Theaterstück Liliom des ungarischen Dramatikers Ferenc Molnár von Presse und Publikum verrissen. Erst nach der deutschen Erstaufführung am Theater an der Wien mehr als drei Jahre später wird das Stück zum Welterfolg.
- 1912: Im Alten Theater Leipzig wird das Märchenspiel Peterchens Mondfahrt von Gerdt von Bassewitz uraufgeführt.
- 1926: Franz Kafkas unvollendeter Roman Das Schloss erscheint nach dem Tod des Autors.
- 1969: Im Deutschen Fernsehen wird in der elften Folge der Serie Cartoon das Gedicht Advent von Loriot erstveröffentlicht.
- 1978: Die sechste und letzte Folge der Sendereihe Loriot von und mit dem gleichnamigen Humoristen wird mit Sketchen wie Die Jodelschule, Kosakenzipfel und Weihnacht ausgestrahlt.

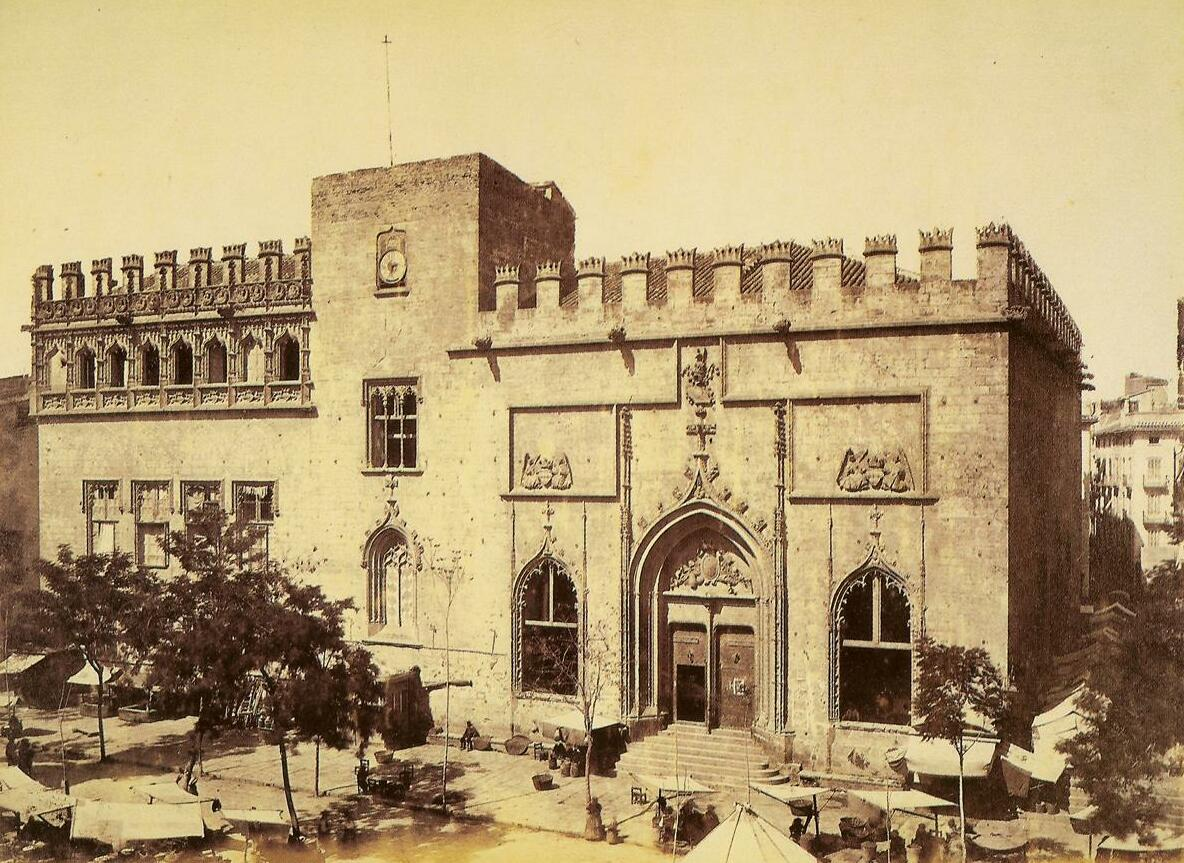
1996: Lonja de la Seda (Aufnahme von 1870)

- 1996: Die gotische Lonja de la Seda in Valencia wird von der UNESCO zum Weltkulturerbe erklärt.
- 1996: Das Bauhaus und seine Stätten in Weimar, Dessau und Bernau werden von der UNESCO zum Weltkulturerbe erklärt.

### Gesellschaft
- 1811: In London werden die vier ersten Opfer der später so genannten Ratcliffe-Highway-Morde gefunden.

### Religion
- 1601: Das aus Anlass des Reichstages einige Tage geführte Regensburger Religionsgespräch zwischen katholischen und lutherischen Theologen über die Heilige Schrift scheitert am Unvermögen, gegenseitige Herabwürdigungen zu unterlassen.
- 1768: In Wien wird die Waisenhauskirche eingeweiht. Der zwölfjährige Wolfgang Amadeus Mozart erhielt den Auftrag, zu diesem Anlass eine feierliche Messe zu komponieren, vermutlich die Messe in c-Moll KV 139.
- 1965: Die seit dem Schisma von 1054, dem so genannten Morgenländischen Schisma, bestehenden gegenseitigen Bannbullen des Vatikans und des Patriarchats von Konstantinopel werden für nichtig erklärt.
- 1965: Das Zweite Vatikanische Konzil beschließt die Pastoralkonstitution Gaudium et spes.
- 1990: In seiner achten Enzyklika Redemptoris missio unterstreicht Papst Johannes Paul II. die fortwährende Gültigkeit des Missionsauftrages.

### Katastrophen
- 1942: Das deutsche U-Boot U 515 versenkt westlich der Azoren das britische Passagierschiff Ceramic (18.713 BRT) mit fünf Torpedos. Von den 656 Passagieren und Besatzungsmitgliedern wird nur ein einziger gerettet.
- 1944: Ein Erdbeben der Stärke 8,1 in Tonankai, Japan, fordert über 1.000 Tote.
- 1988: Beim Erdbeben von Spitak in Armenien kommen rund 25.000 Menschen ums Leben.

Kleinere Unglücksfälle sind in den Unterartikeln von Katastrophe und in der Liste von Katastrophen aufgeführt.

### Sport
Einträge von Leichtathletik-Weltrekorden befinden sich unter der jeweiligen Disziplin unter Leichtathletik.

## Geboren

### Vor dem 18. Jahrhundert

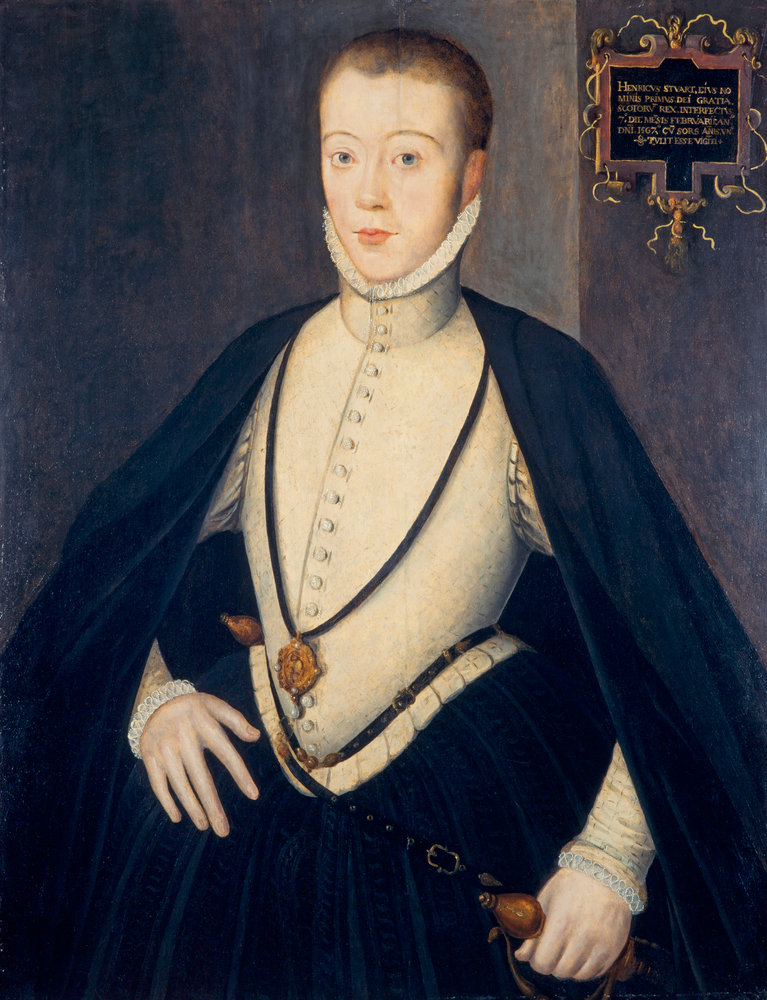
Henry Stewart Darnley (* 1545)
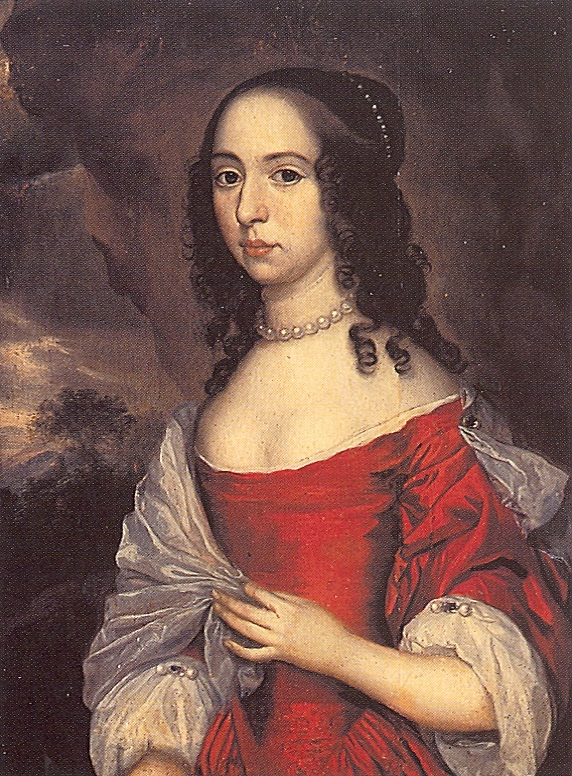
Luise Henriette von Oranien (* 1627)

- 0903: Abd ar-Rahman as-Sufi, persischer Astronom
- 1258: Trần Nhân Tông, 3. Kaiser der Trần-Dynastie in Đại Việt, Zen-Buddhist und vietnamesischer Nationalheld
- 1302: Azzo Visconti, Kaiserlicher Vikar, Stadtherr von Mailand
- 1459: Diego Ramírez de Villaescusa, Bischof von Málaga und Cuenca, Beichtvater der Johanna von Kastilien
- 1532: Ludwig I., Graf von Wittgenstein
- 1545: Henry Stuart Darnley, zweiter Ehemann von Maria Stuart
- 1595: Injo, 16. König der Joseon-Dynastie in Korea
- 1596: Johann Kasimir, Fürst von Anhalt-Dessau
- 1598: Gian Lorenzo Bernini, italienischer Barockbaumeister
- 1603: Joachim von der Marwitz, Hofbeamter und Soldat
- 1615: Nicodemus Tessin der Ältere, schwedischer Architekt
- 1627: Luise Henriette von Oranien, Kurfürstin von Brandenburg
- 1637: Bernardo Pasquini, italienischer Organist, Cembalist, und Komponist

### 18. Jahrhundert

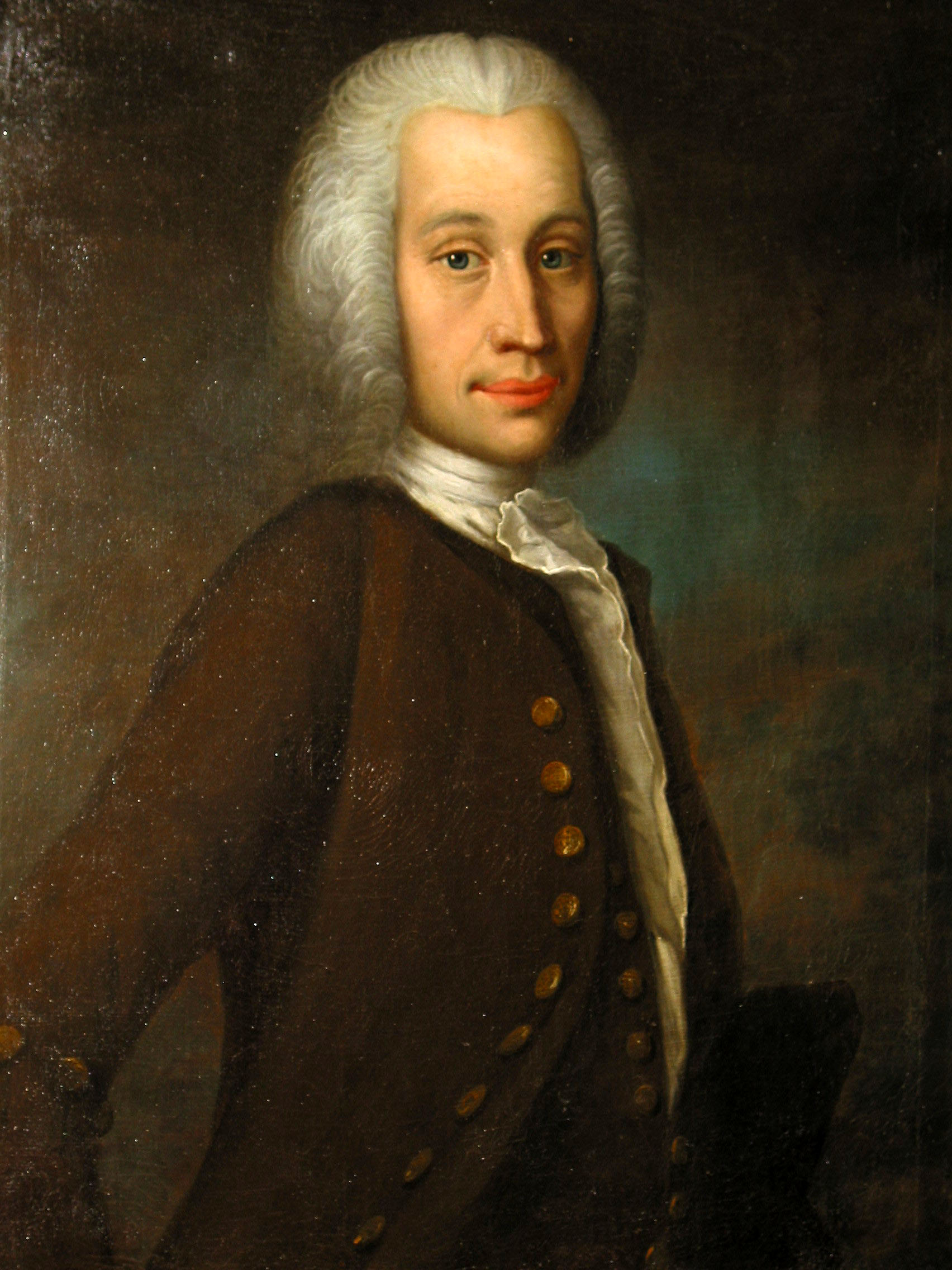
Anders Celsius (* 1701)
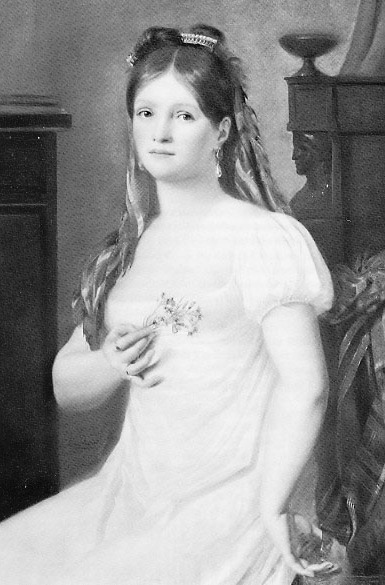
Maria Walewska (* 1786)

- 1701: Anders Celsius, schwedischer Astronom
- 1706: Daniel Heinrich Arnoldt, deutscher Theologe
- 1716: Heinrich Ernst zu Stolberg-Wernigerode, deutscher Politiker, Geistlicher und Dichter zahlreicher Kirchenlieder
- 1720: Henriette Amalie von Anhalt-Dessau, deutsche Adelige und Stifterin
- 1723: Abraham Hyacinthe Anquetil-Duperron, französischer Orientalist
- 1725: Beda Angehrn, Fürstabt von St. Gallen
- 1731: Abraham Hyacinthe Anquetil-Duperron, französischer Orientalist
- 1733: Elizabeth Campbell, 1. Baroness Hamilton of Hameldon, britische Aristokratin, Oberhofdame der Queen Consort Sophie Charlotte
- 1739: Christiane Karoline Schlegel, deutsche Schriftstellerin
- 1739: Johann Georg Schlosser, deutscher Jurist, Historiker, Staatsmann, Schriftsteller und Übersetzer
- 1743: Johann Joachim Eschenburg, deutscher Literaturhistoriker
- 1750: Cornelia Schlosser, Schwester von Johann Wolfgang von Goethe
- 1753: Ignaz Ambros von Amman, deutscher Kartograf und Landesgeometer
- 1753: Samuel Gottlieb Bürde, deutscher Dichter
- 1756: Ernst Wilhelm Cuhn, deutscher Bibliothekar und Historiker
- 1757: Dwight Foster, US-amerikanischer Politiker
- 1764: Claude-Victor Perrin gen. Victor, Marschall von Frankreich
- 1767: Andreas Metz, deutscher Geistlicher, Philosoph, Mathematiker
- 1782: Anton Apponyi von Nagy-Apponyi, österreichischer Diplomat
- 1786: Maria Walewska, polnische Adlige, Gräfin von Ornano, Geliebte Napoleons
- 1792: Abraham Jacob van der Aa, niederländischer Lexikograph und Literat
- 1798: Lodewijk-Jozef Delebecque, belgischer Geistlicher, Bischof von Gent

### 19. Jahrhundert

#### 1801–1850

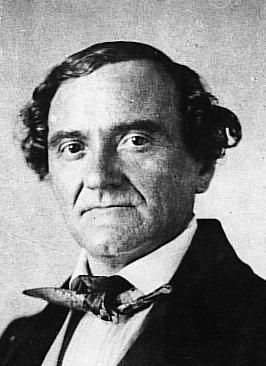
Johann Nestroy (* 1801)
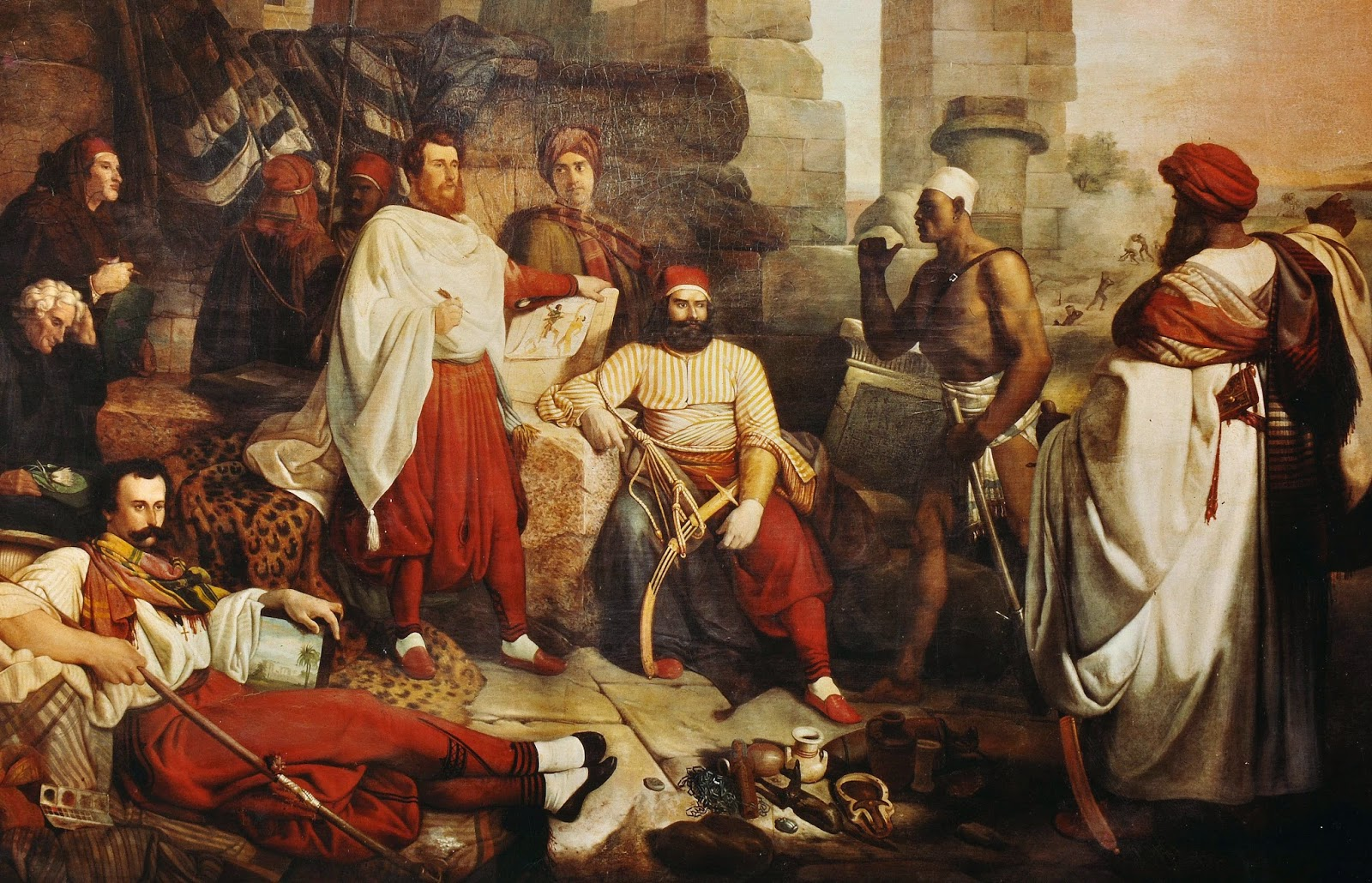
Giuseppe Angelelli (* 1803)
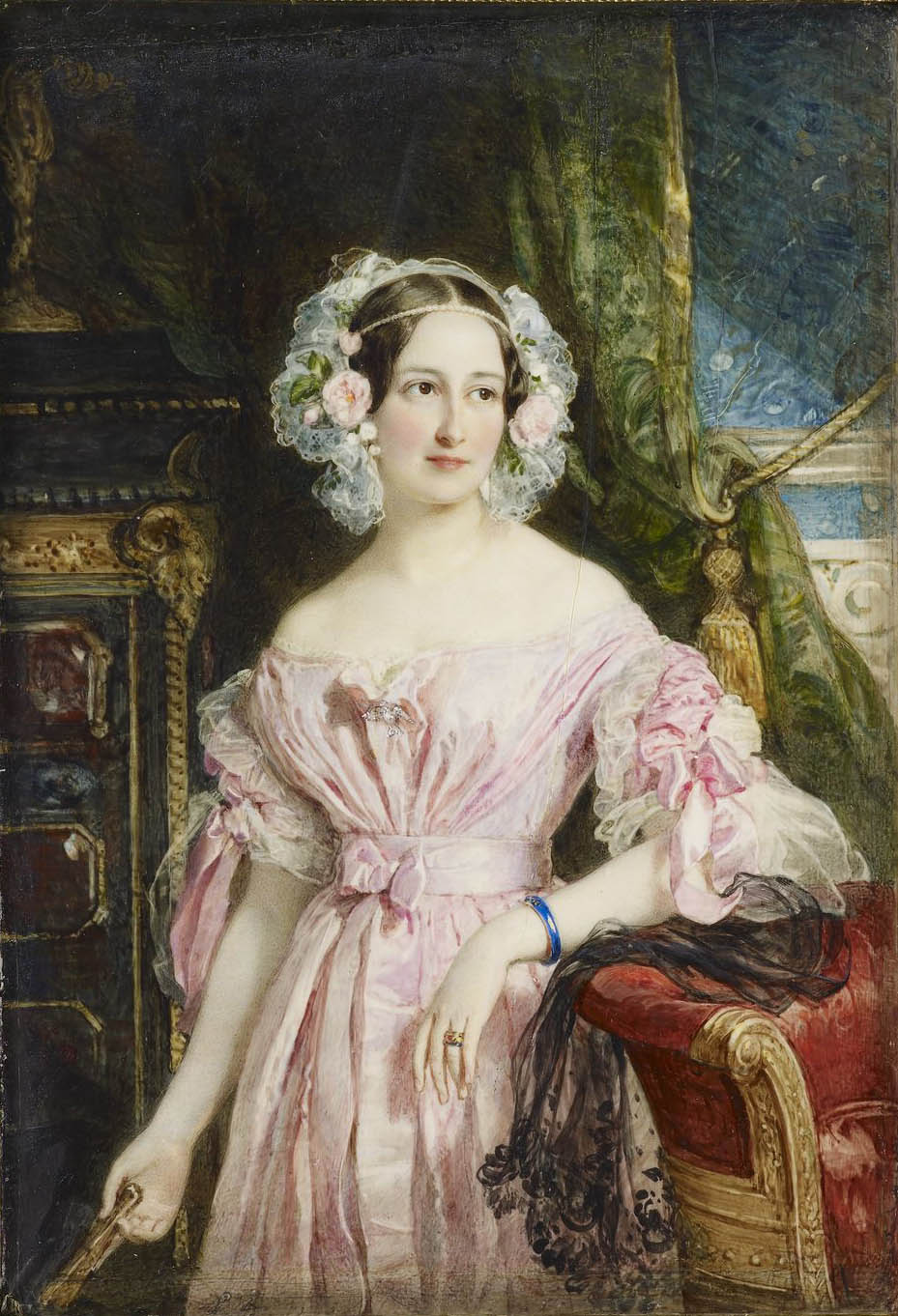
Fedora zu Leiningen (* 1807)
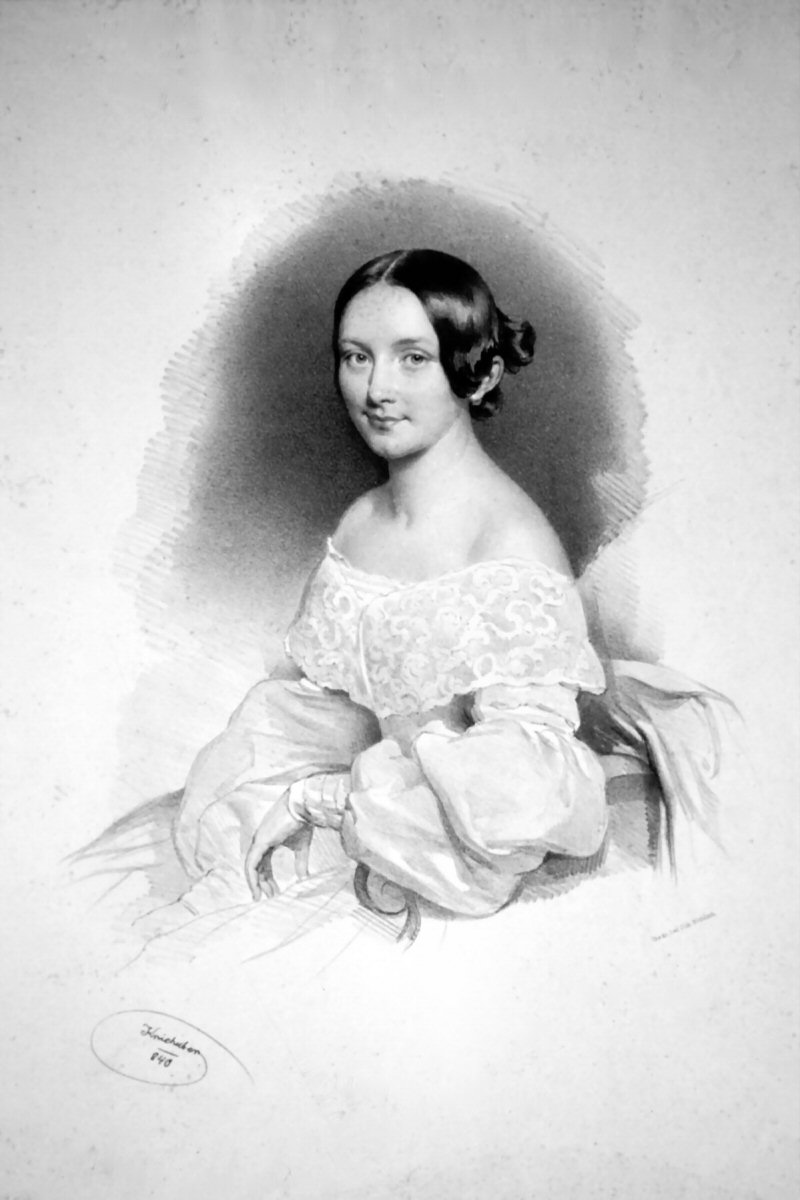
Luise Neumann (* 1818)
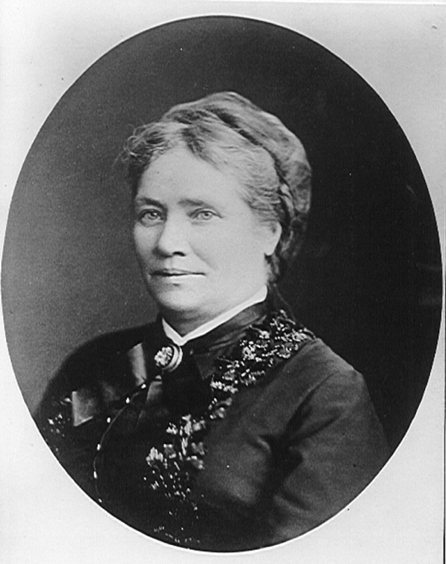
Malvina Schnorr von Carolsfeld (* 1825)

- 1801: Johann Nestroy, österreichischer Dramatiker und Schauspieler
- 1803: Giuseppe Angelelli, italienischer Maler
- 1806: Paravizin Hilty, Schweizer Kaufmann und Politiker
- 1807: Feodora zu Leiningen, Fürstin zu Hohenlohe-Langenburg
- 1810: Josef Hyrtl, österreichischer Anatom
- 1813: Christian Tønsberg, norwegischer Verleger
- 1813: Angelika von Woringen, deutsche Malerin
- 1817: Edward Tuckerman, amerikanischer Botaniker und Flechtenkundler
- 1818ː Luise Neumann, deutsche Schauspielerin
- 1820: Karl Anton Eckert, deutscher Komponist
- 1821: Friedrich Schlögl, österreichischer Schriftsteller
- 1823: Leopold Kronecker, deutscher Mathematiker
- 1824: Rudolph Sack, deutscher Maschinenbau-Unternehmer
- 1825: Malvina Schnorr von Carolsfeld, portugiesische Opernsängerin
- 1826: Filippo Pagnamenta, Schweizer Politiker und Militär
- 1830: Luigi Cremona, italienischer Mathematiker, Statiker und Politiker, Minister
- 1834: Ludvig Ludvigsen Daae, norwegischer Historiker
- 1837: Baker Creed Russell, britischer General
- 1838: Franz Gehring, deutscher Mathematiker und Musikpublizist
- 1839: Redvers Buller, britischer General
- 1839: Gustav Mützel, deutscher Maler
- 1840: Justus Heer, Schweizer Geistlicher
- 1842: Otto Ammon, deutscher Anthropologe
- 1845: Ferdinand Heerdegen, deutscher Altphilologe
- 1848ː Auguste Förster, deutsche Pädagogin und Frauenrechtlerin
- 1849: Pierre-Paulin Andrieu, französischer Geistlicher, Erzbischof von Bordeaux

#### 1851–1900

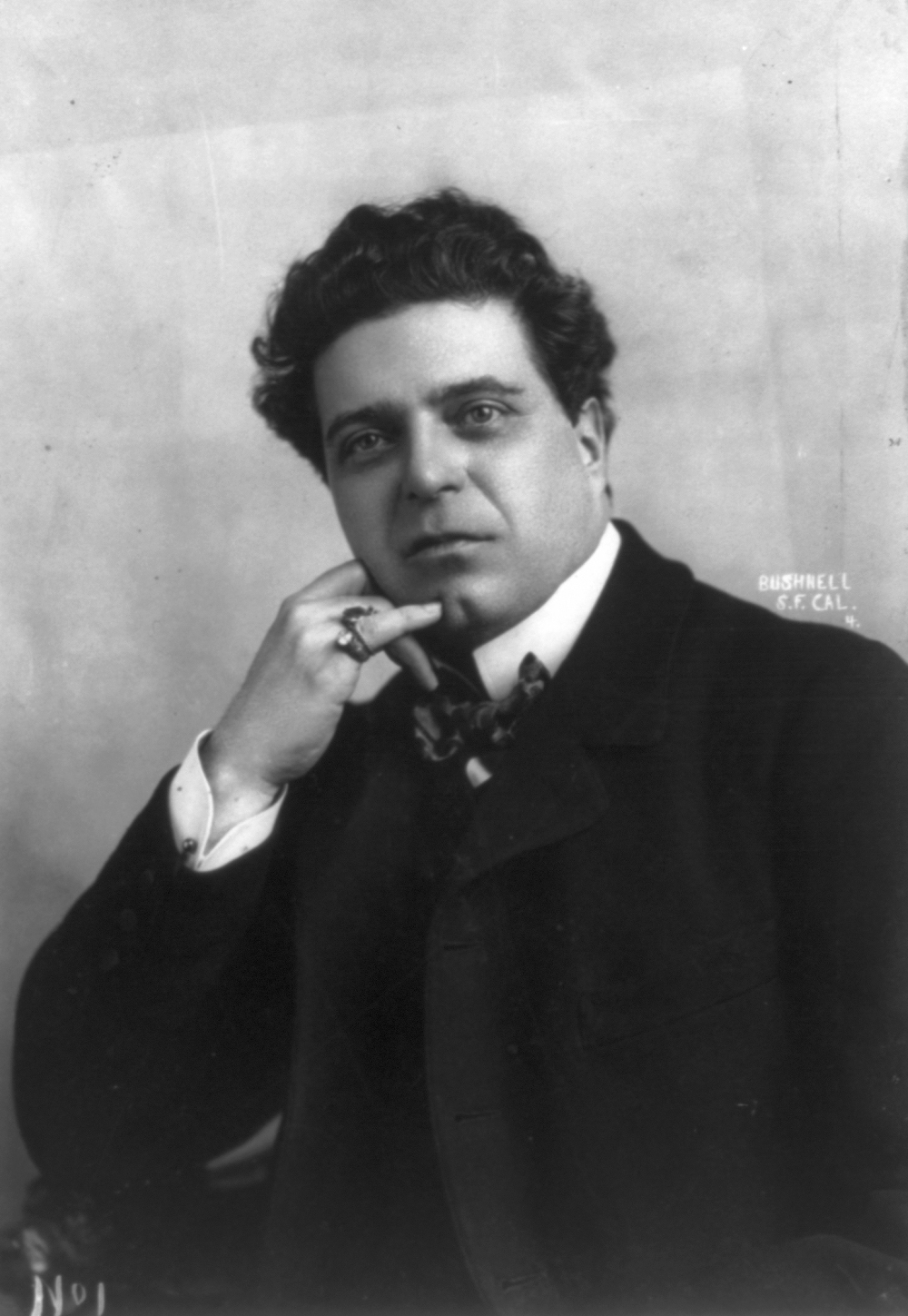
Pietro Mascagni (* 1863)
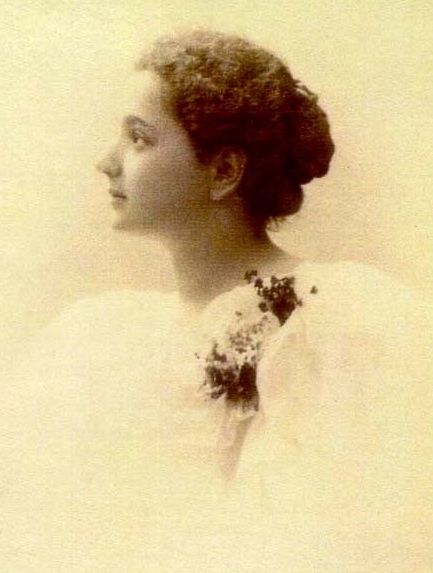
Johanna Geissmar (* 1877)
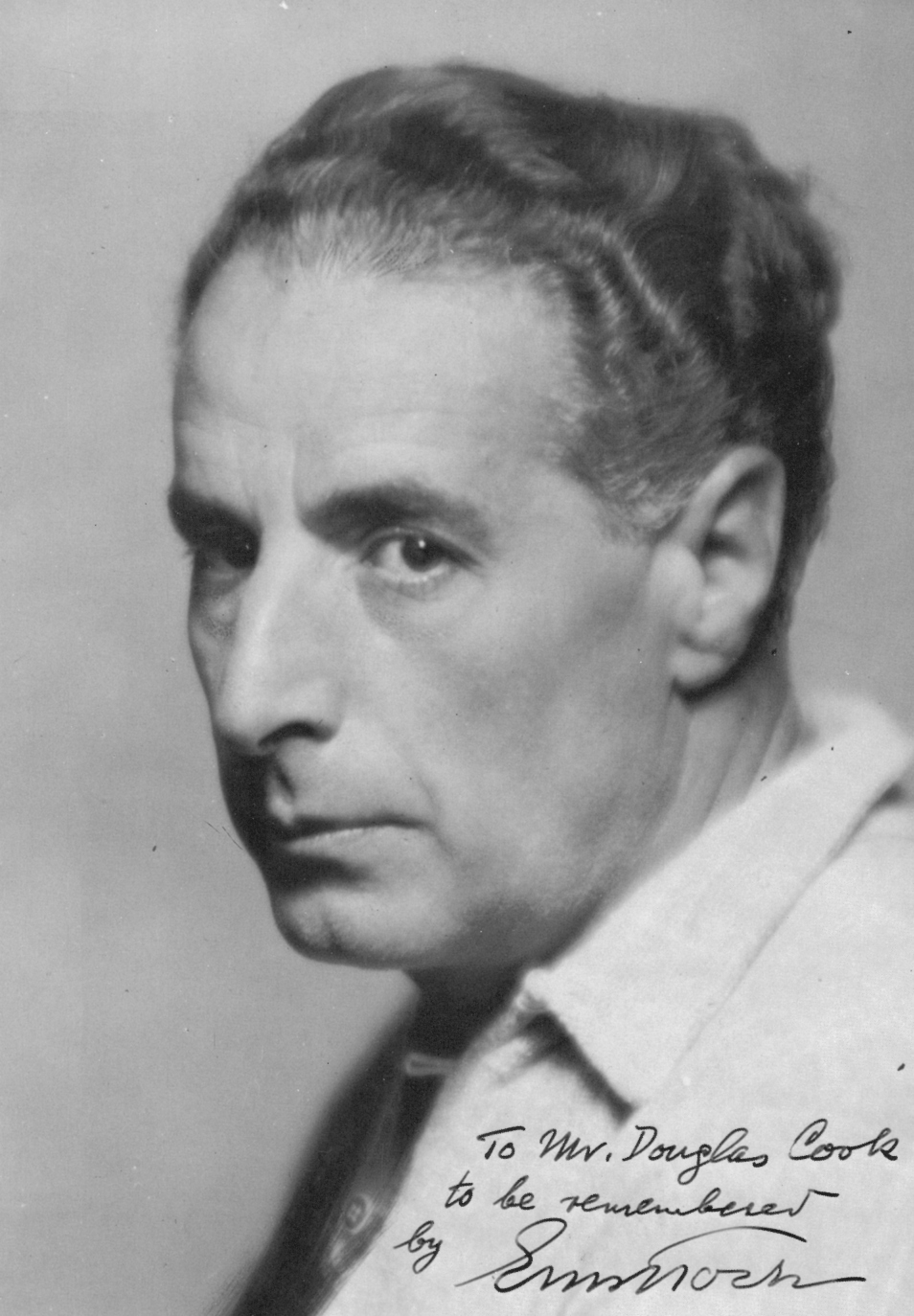
Ernst Toch (* 1887)

- 1853: Oskar Auster, sächsischer königlicher Baurat
- 1859: Octaviano Larrazolo, US-amerikanischer Jurist und Politiker, Gouverneur von New Mexico, Senator
- 1859: Martin Möbius, deutscher Botaniker
- 1860: Joseph Cook, australischer Politiker, Minister, Premierminister
- 1861: Henri Berthelot, französischer General
- 1863: Felix Calonder, Schweizer Jurist und Politiker, Bundesrat, Minister, Bundespräsident
- 1863: Pietro Mascagni, italienischer Komponist
- 1865: Paul Oskar Höcker, deutscher Redakteur und Schriftsteller
- 1869: Albert Wiegel, deutscher Glaskünstler
- 1870: Clément Dorlia, französischer Ruderer
- 1874: Burghard Bock von Wülfingen, preußischer Landrat
- 1876: Heinrich Straumer, deutscher Architekt
- 1877: Walter Abbott, englischer Fußballspieler
- 1877ː Johanna Geissmar, deutsche Ärztin, Opfer des Holocaust
- 1879: Émile Champion, französischer Leichtathlet, Olympiamedaillengewinner
- 1879: Fritz Liebrich, Schweizer Lehrer und Schriftsteller in Mundart
- 1881: Josef Flegl, tschechischer Komponist, Cellist und Musikpädagoge
- 1885: Mason Phelps, US-amerikanischer Golfer
- 1887: Ernst Toch, österreichischer Komponist

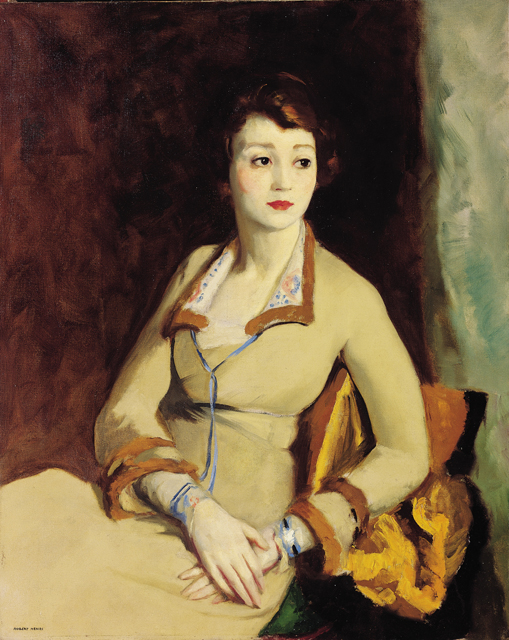
Fay Bainter (* 1893)
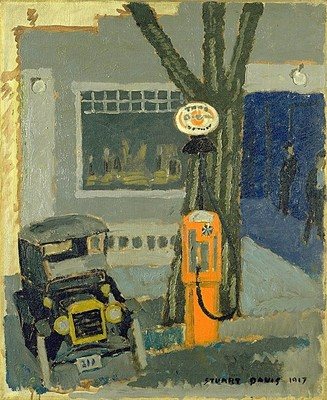
Stuart Davis (* 1894)
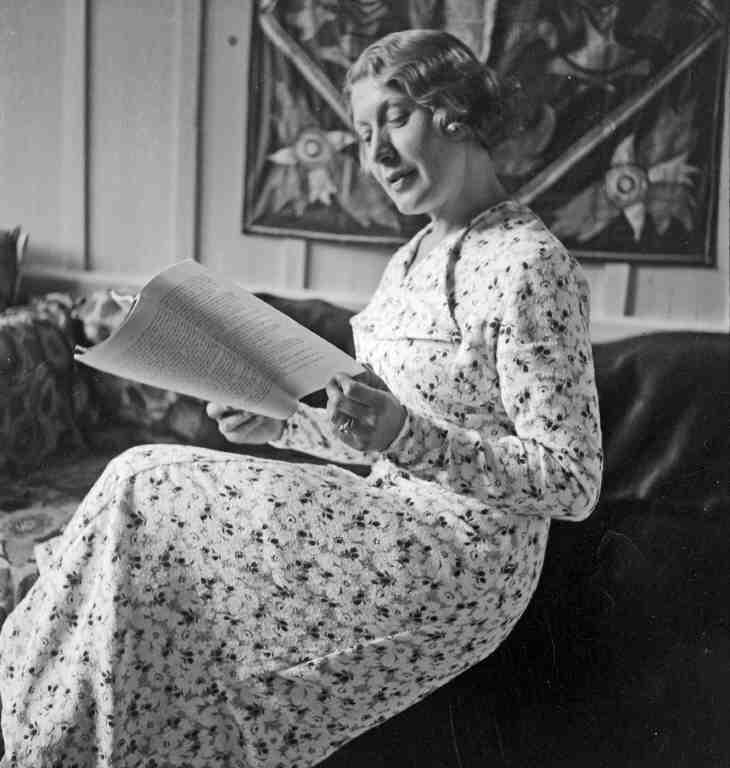
Hedda Koppé (* 1896)
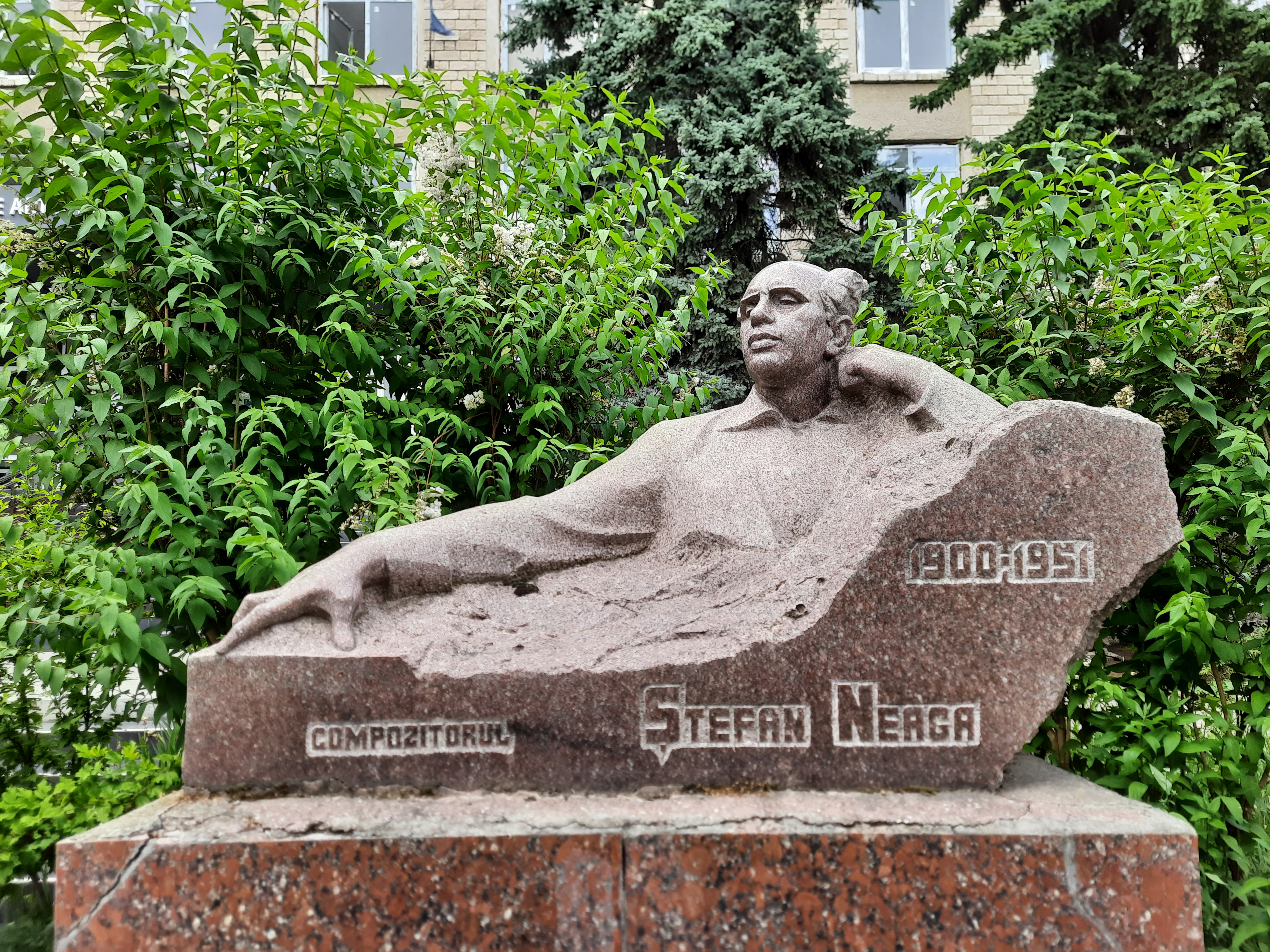
Stepan Njaga (* 1900)

- 1888: Albert Florath, deutscher Schauspieler
- 1889: Isolde Hausser, deutsche Physikerin
- 1889: Gabriel Marcel, französischer Philosoph und Dramatiker
- 1890: Rudolf Bella, ungarischer Komponist
- 1891ː Grete Reiner, deutsche Übersetzerin und Herausgeberin, Opfer des Holocaust
- 1893: Fay Bainter, US-amerikanische Schauspielerin
- 1893: Demetrius Constantine Dounis, griechischer Geiger und Musikpädagoge
- 1894: Chris Dafeff, kanadischer Geiger, Chorleiter und Musikpädagoge
- 1894: Stuart Davis, US-amerikanischer Maler
- 1894: George Waggner, US-amerikanischer Filmregisseur, -produzent, Drehbuchautor und Schauspieler
- 1895: Auguste Adenauer, zweite Ehefrau Konrad Adenauers
- 1895: Perez Markisch, sowjetisch-jiddischer Lyriker
- 1896: Hedda Koppé, Schweizer Schauspielerin
- 1897: Leo Monosson, deutscher Schlagersänger
- 1900: Stepan Njaga, moldauischer Komponist

### 20. Jahrhundert

#### 1901–1925
- 1901: Lily Abegg, Schweizer Journalistin und Autorin
- 1901: Robert Bach, deutscher Politiker, MdB
- 1901: Annemarie Marks-Rocke, deutsche Schauspielerin
- 1903: Alexander van Geen, niederländischer Moderner Fünfkämpfer
- 1903: Josef Hug, Schweizer Korbflechter, Hausierer und Schriftsteller
- 1903: Brian Lewis, 2. Baron Essendon, britischer Adeliger und Automobilrennfahrer
- 1903ː Tisa von der Schulenburg, deutsche Künstlerin und Ordensschwester
- 1904: Klara Stoffels, Zeugin Jehovas und Opfer der nationalsozialistischen Justiz
- 1905: Vico Rigassi, Schweizer Journalist und Sportreporter
- 1906: Erika Fuchs, deutsche Übersetzerin
- 1906: Elisabeth Höngen, deutsche Sängerin
- 1906: Eduard Zak, österreichischer Schriftsteller, Übersetzer und Kritiker
- 1907: Werner Haarnagel, deutscher Archäologe
- 1908: Slim Bryant, US-amerikanischer Country-Musiker
- 1909: Hans Paetsch, deutscher Schauspieler, Regisseur und Synchronsprecher
- 1909: Matthias Wörndle, deutscher Skilangläufer und -bergsteiger
- 1910: Nora Minor, österreichische Schauspielerin
- 1910: Louis Prima, US-amerikanischer Musiker, Sänger und Songschreiber
- 1910: Edmundo Ros, trinidadischer Musiker
- 1911: Max Braithwaite, kanadischer Schriftsteller
- 1911: Peter Hamel, deutscher Regisseur
- 1911: Joachim von Seydlitz-Kurzbach, deutscher Brigadegeneral, Angehöriger des Bundesnachrichtendienstes
- 1912: Marcel Leineweber, luxemburgischer Kunstturner
- 1912: Henri Thomas, französischer Autor
- 1913: John Davis, US-amerikanischer Blues-Pianist und Sänger
- 1914: Fermo Camellini, italienisch-französischer Radrennfahrer
- 1915: Stabben Ahlner, schwedischer Sportfunktionär
- 1915: Leigh Brackett, US-amerikanische Schriftstellerin und Drehbuchautorin
- 1915: Franz Josef Tripp, deutscher Maler, Zeichner und Illustrator von Kinderbüchern
- 1915: Eli Wallach, US-amerikanischer Schauspieler
- 1916: Jean Carignan, kanadischer Fiddle-Spieler
- 1917: Ottorino Volonterio, Schweizer Autorennfahrer
- 1918: Randy Atcher, US-amerikanischer Country-Sänger und -Musiker
- 1918: Max Merkel, österreichischer Fußballspieler und -trainer
- 1919: Ed Ulinski, US-amerikanischer American-Football-Spieler und -Trainer
- 1920: Tatamkhulu Afrika, südafrikanischer Autor
- 1920: Frances Gifford, US-amerikanische Schauspielerin
- 1920: Walter Nowotny, österreichischer Jagdflieger
- 1920: Gustav Opočenský, tschechoslowakischer Schauspieler
- 1921: Tilda Thamar, argentinische Filmschauspielerin und Malerin
- 1922: Willy Andergassen, italienischer Künstler
- 1923: Alan Ford, US-amerikanischer Schwimmer
- 1923: Raúl Schiaffino, uruguayischer Fußballspieler
- 1923: Shinkichi Tajiri, US-amerikanischer Maler und Bildhauer
- 1924: Boyd Bennett, US-amerikanischer Songwriter, Schlagzeuger und Rock-’n’-Roll-Sänger
- 1924: Bent Fabric, dänischer Musiker
- 1924: Bent Fabricius-Bjerre, dänischer Pianist und Komponist von Filmmusik
- 1924: Mary Ellen Rudin, US-amerikanische Mathematikerin
- 1924: Mário Soares, portugiesischer Politiker, Premierminister

#### 1926–1950
- 1927: Jorge Fontenla, argentinischer Pianist, Dirigent und Komponist
- 1927: José Ivo Lorscheiter, brasilianischer Geistlicher, Bischof von Santa Maria
- 1928: Noam Avram Chomsky, US-amerikanischer Sprachwissenschaftler
- 1929: Albrecht Haupt, deutscher Kirchenmusiker
- 1930: Lupe Serrano, chilenische Balletttänzerin
- 1930: Bob Tullius, US-amerikanischer Autorennfahrer und Rennstallbesitzer
- 1931: Eric Anderson, englischer Fußballspieler
- 1931: Nicholas Cheong Jin-suk, südkoreanischer Geistlicher, Bischof von Cheongju, Erzbischof von Seoul, Kardinal
- 1931: Sergio Pedretti, italienischer Autorennfahrer
- 1932: Ellen Burstyn, US-amerikanische Schauspielerin
- 1934: Jan Wornar, sorbischer Schriftsteller
- 1935: Jean-Claude Casadesus, französischer Dirigent
- 1935: Heinrich Hagen, deutscher Marathonläufer
- 1935: Hanspeter Lanig, deutscher Skirennläufer, Olympiamedaillengewinner
- 1938: Jürgen Kienle, deutsch-US-amerikanischer Geophysiker und Hochschullehrer
- 1939: Hans-Ulrich Schlumpf, Schweizer Filmregisseur
- 1940: Heinfried Birlenbach, deutscher Leichtathlet
- 1940: Mame Madior Boye, senegalesische Juristin und Politikerin, Premierministerin
- 1942: Anna Maria Bietti Sestieri, italienische Archäologin und Anthropologin
- 1942: Harry Chapin, US-amerikanischer Sänger, Songschreiber und Regisseur
- 1942: Jonathan D. Kramer, US-amerikanischer Komponist, Musikwissenschaftler und -pädagoge
- 1943: Jürgen Walter, deutscher Sänger
- 1944: Daniel Chorzempa, US-amerikanischer Organist
- 1945: Francis Xavier Ahn Myong-ok, südkoreanischer Geistlicher, Bischof von Masan
- 1945: Harry Jørgensen, dänischer Ruderer, Olympiamedaillengewinner
- 1946: Kirsti Sparboe, norwegische Schlagersängerin und Schauspielerin
- 1946: Ernst Uhrlau, deutscher Beamter, Präsident des Bundesnachrichtendienstes
- 1947: Oliver Dragojević, kroatischer Sänger, Musiker und Multiinstrumentalist
- 1947: Wilton Daniel Gregory, US-amerikanischer Geistlicher, Erzbischof von Washington, Kardinal
- 1947: Stephen Mosko, US-amerikanischer Komponist, Dirigent und Musikpädagoge
- 1948: Karl Frais, österreichischer Politiker
- 1948ː Gertrud Leutenegger, Schweizer Schriftstellerin
- 1949: Heino Maulshagen, deutscher Fußballspieler
- 1949: Carlos Moran, salvadorianischer Autorennfahrer
- 1949: Tom Waits, US-amerikanischer Sänger, Schauspieler und Songschreiber
- 1950: Rimas Andrikis, litauischer Jurist
- 1950: Wiesław Kwaśny, polnischer Geiger, Bratschist und Musikpädagoge

#### 1951–1975
- 1951: Ellen Ringier, Schweizer Verlegerin und Juristin
- 1952: Paco Romero, spanischer Autorennfahrer
- 1952: Philippe Roux, Schweizer Skirennfahrer
- 1952: Siegfried Wittenburg, deutscher Fotograf und Autor
- 1953: Jocelyne Boisseau, französische Schauspielerin
- 1954: Uwe Hoppe, deutscher Dramatiker, Autor, Regisseur und Schauspieler
- 1954: Reinhold Zwick, deutscher Theologe
- 1955: Klaus Elwardt, deutscher Handballspieler
- 1955: Władysław Kłosiewicz, polnischer Cembalist, Dirigent und Musikpädagoge
- 1955: Chuck Loeb, US-amerikanischer Jazzgitarrist, Komponist, Arrangeur und Musikproduzent
- 1955: Gerold Otten, deutscher Offizier und Politiker
- 1955: Ernst Schläpfer, Schweizer Schwingerkönig
- 1956: Larry Bird, US-amerikanischer Basketballer
- 1956: Michele Oliveri, italienischer Schauspieler und Regisseur
- 1957: Jürgen Kaminsky, deutscher Fußballspieler und -trainer
- 1958: Rick Rude, US-amerikanischer Wrestler
- 1960: Robert Amper, deutscher Schauspieler, Regisseur, Autor und Synchronsprecher
- 1960: Holger C. Gotha, deutscher Schauspieler, Regisseur und Drehbuchautor
- 1960: Abdellatif Kechiche, französischer Regisseur, Drehbuchautor und Schauspieler
- 1960: Erhard Riedlsperger, österreichischer Filmregisseur und Drehbuchautor
- 1960: Yasuhide Itō, japanischer Komponist, Dirigent und Pianist
- 1962: Ulrike Müller, deutsche Politikerin, MdL
- 1962: Carolin Otto, deutsche Drehbuchautorin
- 1963ː Jutta Ehrmann-Wolf, deutsche Handballschiedsrichterin
- 1963: Kathleen Partridge, australische Hockeyspielerin

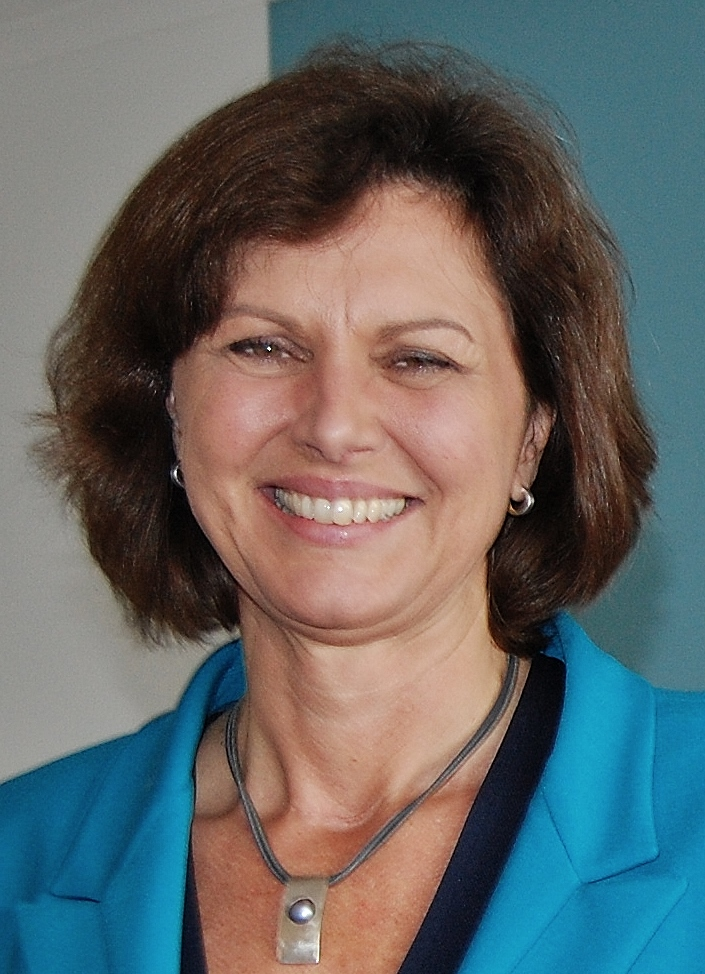
Ilse Aigner (* 1964)

- 1964: Ilse Aigner, deutsche Politikerin, MdB, Bundesministerin
- 1964: Vida Anim, ghanaische Sprinterin
- 1964: Wladimir Artjomow, russischer Kunstturner
- 1964: Werner Brix, österreichischer Kabarettist und Schauspieler
- 1964: Dario Zuffi, Schweizer Fußballspieler
- 1965: Wolfgang Haffner, deutscher Jazz-Schlagzeuger
- 1965: Dirk Stermann, deutscher Radiomoderator, Kabarettist und Autor
- 1965: John Tarkong, palauischer Ringer
- 1965: Sophie Watillon, belgische Gambistin
- 1965: Jeffrey Wright, US-amerikanischer Schauspieler
- 1966: Gem Archer, britischer Musiker
- 1966: Kirsten Erl, deutsche Fernsehrichterin
- 1966: Shin’ichi Itō, japanischer Motorradrennfahrer
- 1968: Noël Akchoté, französischer Gitarrist
- 1968: Eva Maria Marold, österreichischer Musicalstar
- 1968: Pål Anders Ullevålseter, norwegischer Endurorennfahrer
- 1970: Esteban Garcia, Schweizer Unternehmer und Autorennfahrer
- 1970: Jeon Mi-seon, südkoreanische Schauspielerin
- 1970: Adel al-Mulla, katarischer Fußballspieler
- 1970: Bundit Ungrangsee, thailändischer Dirigent
- 1971: Sven Furrer, Schweizer Fernsehmoderator und Kabarettist
- 1971: Wladimir Hakobjan, armenischer Schachspieler
- 1971: Christian Kellner, deutscher Motorradrennfahrer
- 1971: Massimo Rivola, italienischer Motorsportfunktionär
- 1971: Eva Wittenzellner, deutsche Schauspielerin
- 1972: Roman Bichler, deutscher Musikproduzent
- 1972: Sean Dundee, südafrikanisch-deutscher Fußballspieler
- 1972: Hermann Maier, österreichischer Skirennläufer
- 1972: Patrick Scheuß, deutscher Jurist
- 1972: Arianna Zukerman, US-amerikanische Sängerin und Musikpädagogin
- 1973: Terrell Owens, US-amerikanischer American-Football-Spieler
- 1973: Damien Rice, irischer Musiker
- 1973: Christian Vorländer, deutscher Rechtsanwalt
- 1974: Mike Bell, US-amerikanischer Baseballspieler
- 1974: Gerardo García León, spanischer Fußballspieler
- 1974: Jurczok 1001, Schweizer Lyriker und Musiker
- 1975: Marco Borciani, italienischer Motorradrennfahrer
- 1975: Denise Zich, deutsche Schauspielerin

#### 1976–2000
- 1976: Sebastian Gerold, deutscher Schauspieler
- 1976: Georges Laraque, kanadischer Eishockeyspieler

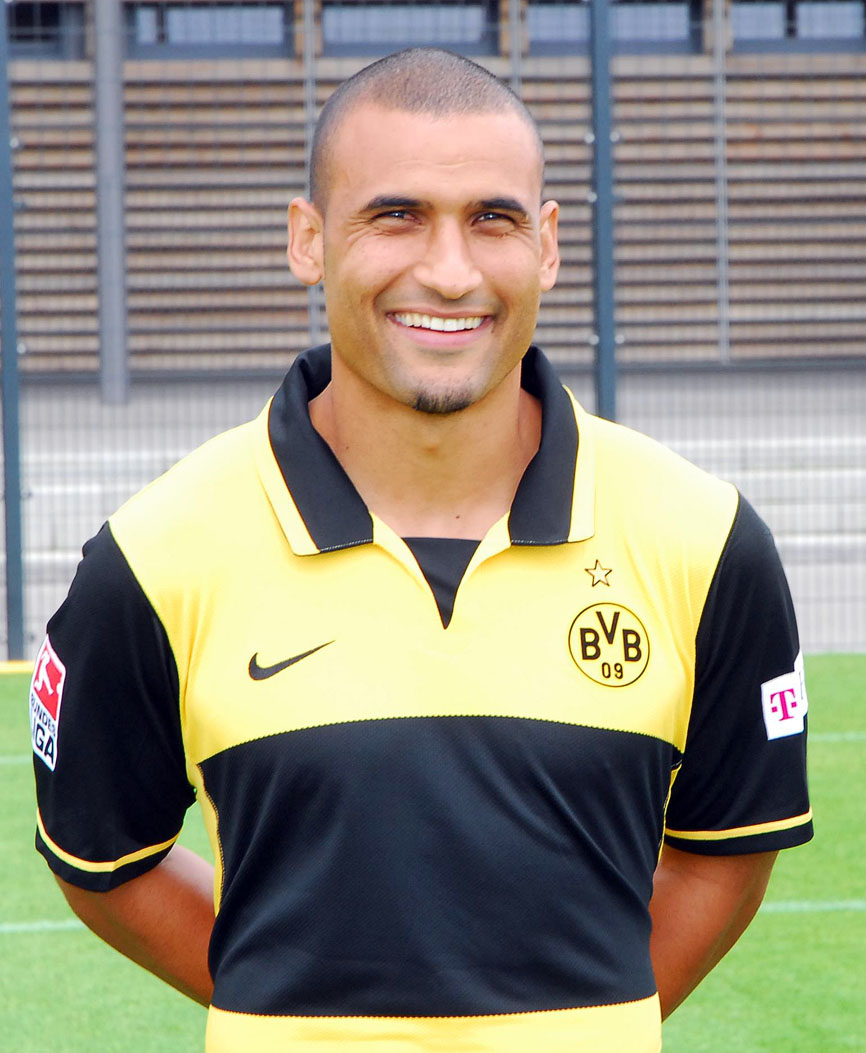
Delron Buckley (* 1977)

- 1977: Delron Buckley, südafrikanischer Fußballspieler
- 1978: Shiri Appleby, US-amerikanische Schauspielerin
- 1978: Kon Artis, US-amerikanischer Rapper
- 1979: Jennifer Carpenter, US-amerikanische Schauspielerin
- 1979: Sara Bareilles, US-amerikanische Singer-Songwriterin
- 1979: Esther Roling, deutsche Schauspielerin
- 1979: Laura Torrisi, italienische Schauspielerin
- 1980: Clément Beaud, kamerunischer Fußballspieler
- 1980: Clemens Fritz, deutscher Fußballspieler
- 1980: Sarah Spale, Schweizer Schauspielerin
- 1980: John Terry, englischer Fußballspieler
- 1981: Tommy Egeberg, norwegischer Skispringer
- 1981: Martin Tomczyk, deutscher Rennfahrer
- 1981: Tuba Ünsal, türkische Schauspielerin und Fotomodell
- 1982: Jack Huston, britischer Schauspieler
- 1982: Mathias Weilandt, deutscher Jurist und Politiker
- 1983: Linda Bresonik, deutsche Fußballspielerin
- 1984: Robert Kubica, polnischer Formel-1-Rennfahrer
- 1984: Emmanuel Muscat, maltesisch-australischer Fußballspieler
- 1985: Floris van Assendelft, niederländischer Schachspieler
- 1985: Jon Moxley, US-amerikanischer Wrestler
- 1986: Tschawdar Arsow, bulgarischer Naturbahnrodler
- 1986: Merle Collet, deutsche Schauspielerin
- 1986: Sebastian Fritz, deutscher Schauspieler
- 1986: Ledian Memushaj, albanischer Fußballspieler
- 1986: Jakov Milatović, montenegrinischer Wirtschaftswissenschaftler und Politiker
- 1987: Aaron Carter, US-amerikanischer Musiker
- 1988: Nathan Adrian, US-amerikanischer Freistilschwimmer

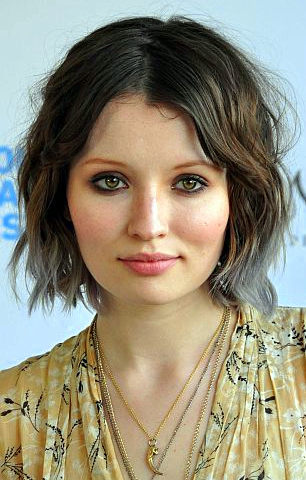
Emily Browning (* 1988)

- 1988: Emily Browning, australische Schauspielerin
- 1988: Julia Gruber, deutsche Schauspielerin und Sprecherin
- 1988: Jens Schöngarth, deutscher Handballspieler
- 1988: Andrew Goudelock, US-amerikanischer Basketballspieler
- 1989: Basia A’Hern, australische Schauspielerin
- 1989: Nicholas Hoult, britischer Schauspieler
- 1989: Danny Latza, deutscher Fußballspieler
- 1989: Judith Neumann, deutsche Schauspielerin
- 1989: Kevin Séraphin, französischer Basketballspieler
- 1990: Alexander Menkow, russischer Weitspringer
- 1992: Lena Meckel, deutsche Schauspielerin
- 1993: Ramon Roselly, deutscher Sänger
- 1993: Rick Zabel, deutscher Radrennfahrer
- 1994: Andrij Dozenko, ukrainischer Skilangläufer und Biathlet
- 1994: Yuzuru Hanyū, japanischer Eiskunstläufer
- 2000: Klara Bühl, deutsche Fußballspielerin

### 21. Jahrhundert
- 2003: Catharina-Amalia van Oranje, Prinzessin der Niederlande

## Gestorben

### Vor dem 16. Jahrhundert

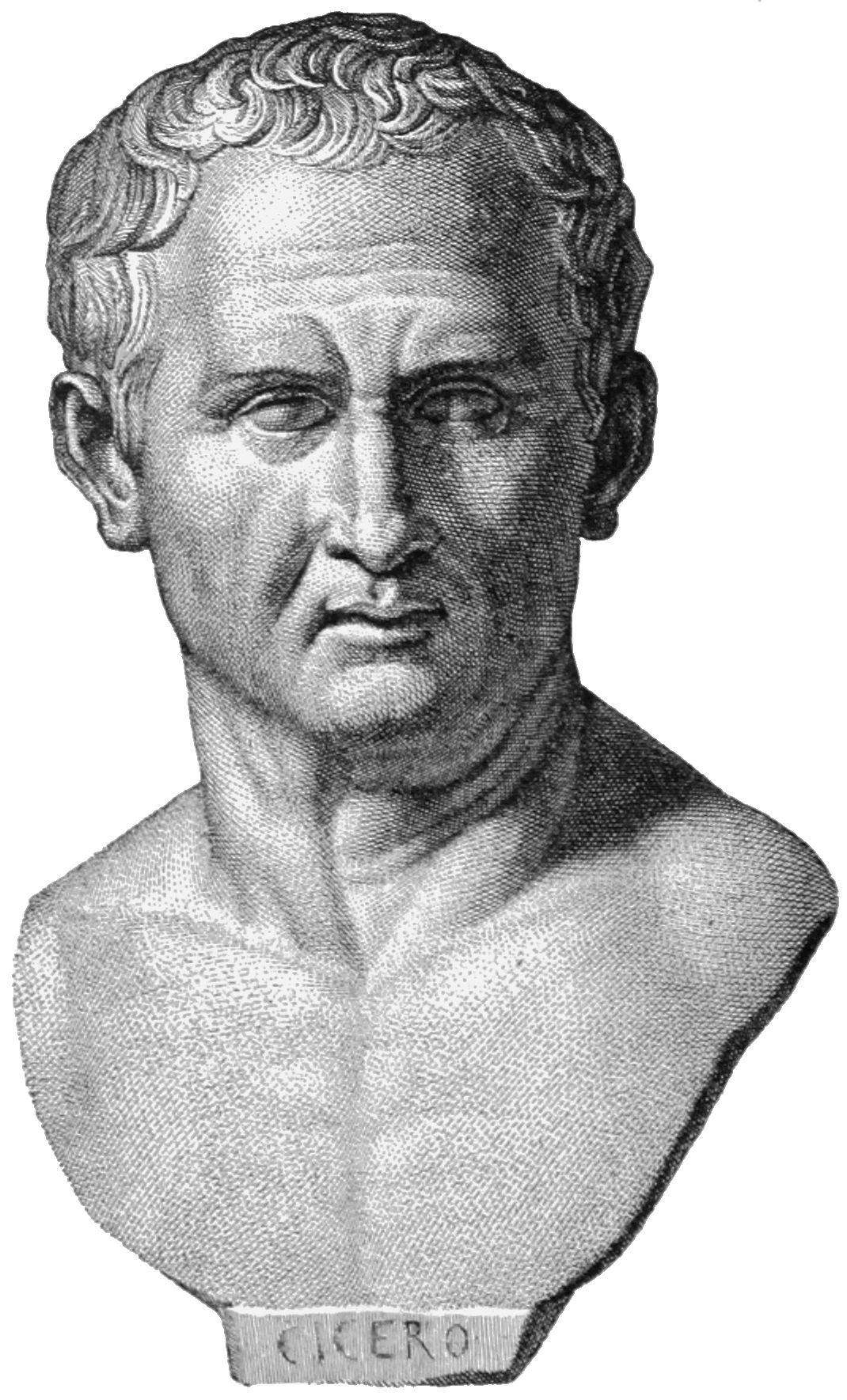
Marcus Tullius Cicero
(† 43 v. Chr.)

- 043 v. Chr.: Marcus Tullius Cicero, römischer Redner, Politiker und Schriftsteller
- 0283: Eutychianus, Papst
- 0983: Otto II., Herzog von Sachsen, Kaiser des Heiligen Römischen Reiches
- 1077: Gerald von Ostia, Bischof von Ostia und Vermittler im Investiturstreit
- 1111: Ōe no Masafusa, japanischer Hofbeamter und Dichter
- 1124: Rudolf I., Graf von Stade und Markgraf der Nordmark
- 1159: Walter Durdent, Bischof von Coventry
- 1188: Tammo von Verden, Bischof von Verden
- 1247: Theobald von Marly, Abt des Klosters von Vaux-de-Cernay und Heiliger der katholischen Kirche
- 1254: Innozenz IV., Papst
- 1266: Johann von Ibelin, Graf von Jaffa, Herr von Ramla und Regent des Königreichs Jerusalem
- 1269: Gruffydd Maelor ap Madog, Fürst von Powys Fadog
- 1269: Madog Fychan, Lord des nordwalisischen Fürstentums Powys Fadog
- 1279: Bolesław V., Herzog von Polen
- 1280: Hugo I., Graf von Werdenberg-Heiligenberg
- 1295: Gilbert de Clare, 6. Earl of Hertford, englischer Magnat
- 1306: Teoderico Ranieri, Kardinal der katholischen Kirche und Bischof von Palestrina
- 1333: Gerold von Friesach, Bischof von Gurk
- 1406: Peter III. von Rosenberg, böhmischer Aliger
- 1441: Bartolomeo di Fruosino, italienischer Maler
- 1446: Bogislaw IX., Herzog von Pommern-Stolp

### 16. bis 18. Jahrhundert
- 1517: Albert Krantz, deutscher Historiker
- 1528: Margarete von Sachsen, Herzogin von Braunschweig-Lüneburg
- 1549: Robert Ket, englischer Bauernführer und Aufständischer
- 1560: Ernst von Bayern, Administrator von Passau und Salzburg
- 1562: Adrian Willaert, flämischer Komponist, Begründer der Venezianischen Schule
- 1613: Simon VI., Graf zur Lippe
- 1615: Gerard Reynst, niederländischer Kaufmann und Reeder, Generalgouverneur von Niederländisch-Indien
- 1618: Bernardo de Sandoval y Rojas, spanischer Geistlicher, römisch-katholischer Erzbischof von Toledo, Kardinal
- 1622: Sophie von Brandenburg, Kurfürstin von Sachsen
- 1641: Albrecht Friedrich von Barby und Mühlingen, Besitzer der Herrschaften Rosenburg und Mühlingen, Mitglied der Fruchtbringenden Gesellschaft
- 1645: Philipp Dietrich, Graf von Waldeck-Eisenberg
- 1653: Christoph Carl Fernberger, deutscher Weltreisender und Entdecker
- 1672: Richard Bellingham, Gouverneur der englischen Massachusetts Bay Colony
- 1674: Karl Emil von Brandenburg, Sohn des Großen Kurfürsten
- 1683: Algernon Sidney, englischer Politiker und politischer Philosoph
- 1699: Sigmund von Erlach, General in der Alten Eidgenossenschaft
- 1709: Meindert Hobbema, niederländischer Maler
- 1715: Dorothea Katharina von Pfalz-Birkenfeld-Bischweiler, Gräfin von Nassau-Ottweiler
- 1716: George Gordon, 1. Duke of Gordon, schottischer Adliger
- 1718: Rudolf Emanuel Passavant, Frankfurter Kaufmann
- 1723: Johann Blasius Santini-Aichl, böhmischer Architekt und Maler
- 1737: Johann Caspar Brenzinger, deutscher Maler und Ratsherr der Stadt Freiburg
- 1786: Friedrich August Fischer, deutscher Rechtswissenschaftler
- 1789: Johann Friedrich Glaser, deutscher Mediziner
- 1792: Marie-Jeanne Riccoboni, französische Schauspielerin und Schriftstellerin

### 19. Jahrhundert
- 1804: Johann Tobias Lowitz, deutsch-russischer Chemiker und Pharmazeut
- 1815: Michel Ney, französischer Marschall
- 1817: William Bligh, britischer Seeoffizier, Kapitän der HMS Bounty
- 1834: Josef Hermenegild Arregger von Wildensteg, Schweizer Politiker
- 1836: Rudolph Bärenhart, österreichischer Bildhauer
- 1839: Andreas Metz, deutscher Geistlicher, Philosoph, Mathematiker
- 1839: Jan August Vitásek, tschechischer Komponist und Pianist
- 1856: Thaddäus Eduard Gumprecht, deutscher Kaufmann, Geograph, Geologe und Hochschullehrer
- 1857: Georg Forst, nassauischer Amtmann und Justizrat
- 1862: Sylvester Churchill, amerikanischer Journalist und General
- 1865: Antonio Fontana, Schweizer römisch-katholischer Geistlicher und Pädagoge
- 1872: Christoph Leonhard Wolbach, erster Oberbürgermeister Ulms
- 1874: Konstantin von Tischendorf, deutscher Theologe, Forscher zur Textgeschichte des Neuen Testaments
- 1876: Hermann von Barth, deutscher Bergsteiger
- 1894: Ferdinand Vicomte de Lesseps, französischer Diplomat und Ingenieur
- 1896: Antonio Maceo, kubanischer General
- 1897: Wilhelm Good, Schweizer Unternehmer und Politiker
- 1899: Antoni Kątski, polnischer Komponist und Pianist
- 1899ː Anna Christina Witmond-Berkhout, niederländische Schriftstellerin
- 1900: Johann Friedrich Dändliker, Schweizer Pietist und Diakonie-Vorsteher
- 1900: Johann Georg Gerhard Schmitt, deutscher Komponist und Organist

### 20. Jahrhundert

#### 1901–1950
- 1902: Thomas Nast, deutsch-US-amerikanischer Karikaturist
- 1903: Julius Otto Grimm, baltisch-deutscher Komponist und Dirigent
- 1903: Arthur Milchhoefer, deutscher Archäologe

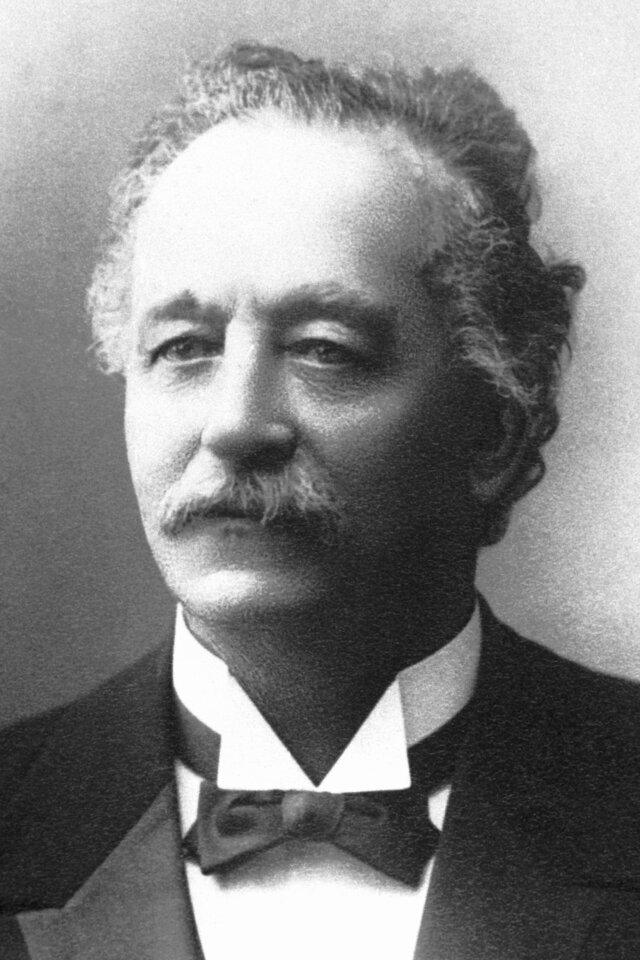
Élie Ducommun († 1906)

- 1906: Élie Ducommun, Schweizer Politiker, Journalist und Geschäftsmann, Friedensnobelpreisträger
- 1913: Heinrich Ernst Göring, deutscher Jurist und Diplomat
- 1918: Nicanor Plaza, chilenischer Bildhauer
- 1923: Emil Dönges, deutscher Prediger, Bibelausleger und Verleger der Brüderbewegung
- 1924: Rudolph Bergh, dänischer Komponist
- 1926: Francisco Bográn, Präsident von Honduras
- 1930: Werner Borchardt, deutscher Physiologe und Klimatologe
- 1930: Noe Ramischwili, georgischer Politiker, Premierminister
- 1932: Amedeo Ruggeri, italienischer Motorrad- und Automobilrennfahrer
- 1933: Jan Brandts Buys, niederländischer Komponist
- 1934: William W. Brandon, US-amerikanischer Politiker, Gouverneur von Alabama
- 1936: Alfred Wiedemann, deutscher Ägyptologe
- 1938: Katharine Carl, US-amerikanische Porträtmalerin
- 1941: Isaac C. Kidd, US-amerikanischer Admiral
- 1942: Siegmund Hellmann, deutscher Historiker
- 1944: Wilhelm Ahlmann, deutscher Bankier
- 1944: Robert Jackson Emerson, britischer Bildhauer, Maler und Medailleur
- 1946: Georges Malfait, französischer Leichtathlet

#### 1951–1975
- 1952: Helmut Hugo Alfred Augustin, deutscher Pfarrer
- 1953: Henri Gout, französischer Politiker
- 1953: Pierre Pratviel, französischer Turner
- 1954: Chiang K'ang-Hu, chinesischer Politiker und Literaturwissenschaftler
- 1955: Mirzl Hofer, österreichische Sängerin und Jodlerin
- 1956: Henry Fillmore, US-amerikanischer Komponist, Posaunist und Kapellmeister
- 1960: Paulius Augius, litauischer Maler und Holzschnittkünstler
- 1960: Richard Ermisch, deutscher Architekt, Oberbaurat in Berlin
- 1960: Clara Haskil, rumänische Pianistin
- 1961: Ernest Thompson, US-amerikanischer Old-Time-Musiker
- 1962: Kirsten Flagstad, norwegische Sängerin
- 1963: Isidore Soucy, kanadischer Fiddlespieler und Komponist
- 1964: Sepp Kerschbaumer, italienischer Freiheitskämpfer
- 1964: Richard Brunsich von Brun, sächsischer Bibliothekar und Hofrat
- 1969: Maria Kasterska, polnische Schriftstellerin und Literaturwissenschaftlerin
- 1970: Romaine Brooks, US-amerikanische Malerin und Bildhauerin
- 1971: Josef Adlmannseder, österreichischer Politiker
- 1972: Humberto Mariles Cortés, mexikanischer Oberst, Spring- und Vielseitigkeitsreiter
- 1972: Klaus Pringsheim, deutscher Dirigent, Komponist, Musikpädagoge und Musikkritiker
- 1973: Gordon Beecher, US-amerikanischer Komponist und Vizeadmiral
- 1973: Camilo Mori, chilenischer Maler
- 1974: Robert Buchet, französischer Autorennfahrer
- 1975: Francisco Borja da Costa, osttimoresischer Freiheitskämpfer, Dichter und Journalist

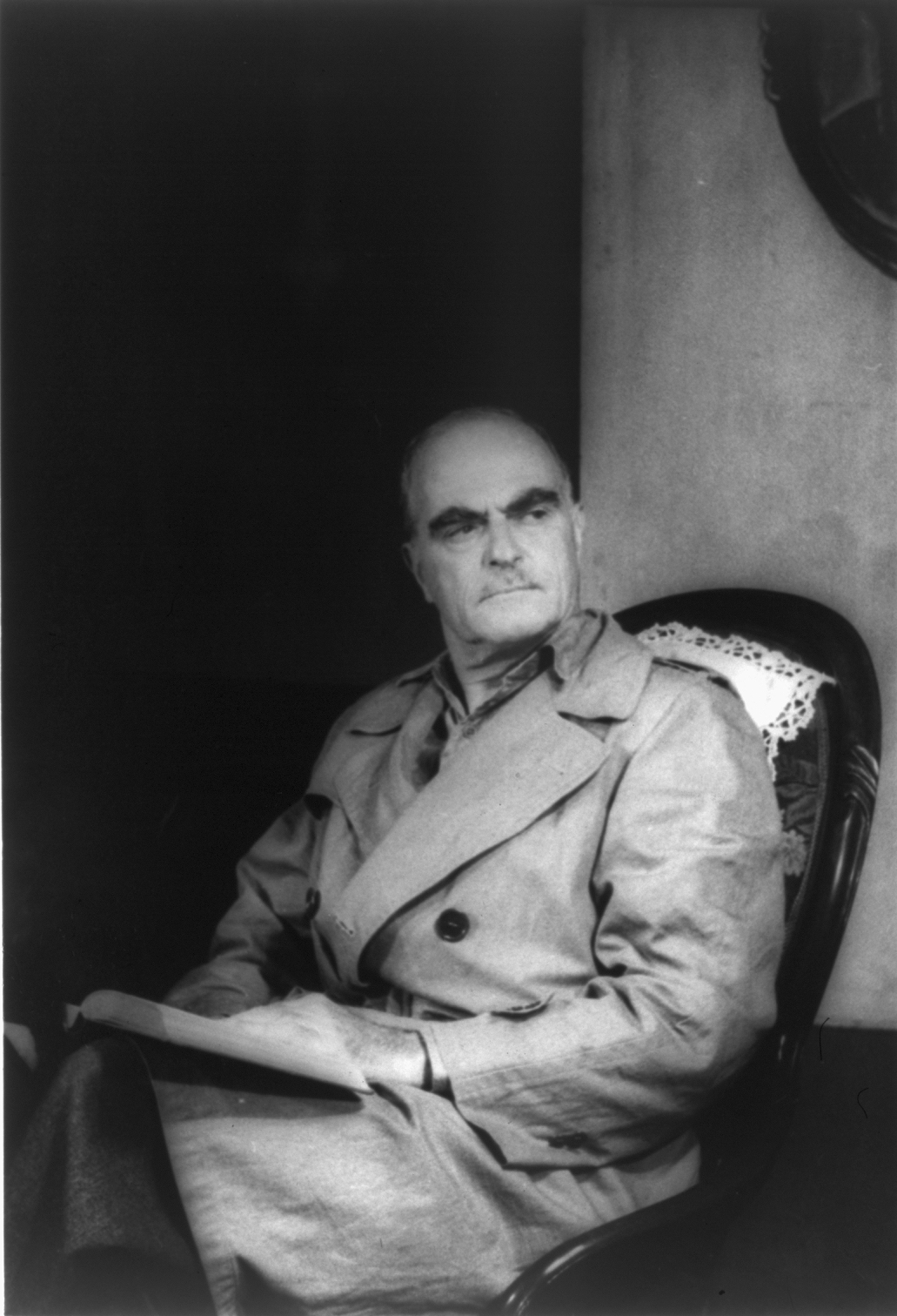
Thornton Wilder († 1975)

- 1975: Thornton Wilder, US-amerikanischer Schriftsteller

#### 1976–2000
- 1977: Georges Grignard, französischer Autorennfahrer
- 1979: Nicolas Born, deutscher Schriftsteller
- 1979: Eddie Gottlieb, US-amerikanischer Unternehmer und Sportfunktionär
- 1979: Margrit Haemmerli, Schweizer Malerin
- 1979: Manfred Jenning, deutscher Hausautor und Spielleiter, Regisseur und Sprecher des Marionettentheaters Augsburger Puppenkiste
- 1979: Cecilia Payne-Gaposchkin, britisch-amerikanische Astronomin
- 1980: Darby Crash, US-amerikanischer Punkrockmusiker
- 1981: Auguste Caralp, französischer Autorennfahrer
- 1982: Sam Theard, US-amerikanischer Sänger und Songwriter
- 1983: Antal Molnár, ungarischer Komponist und Musikwissenschaftler
- 1984: Wilhelm Schmied, deutscher Maler und Grafiker
- 1985: Robert Graves, britischer Schriftsteller
- 1986: Eduard Lehmann, Schweizer Beamter
- 1987: Hermann Meinert, deutscher Historiker und Archivar
- 1988: Wilhelm Kweksilber, staatenloser, später niederländischer Publizist und Politiker
- 1990: Reinaldo Arenas, kubanischer Schriftsteller und Dissident
- 1990: Joan Bennett, US-amerikanische Filmschauspielerin
- 1990: Horst Bienek, deutscher Schriftsteller
- 1990: Dee Clark, US-amerikanischer R&B-Sänger und Songwriter
- 1990: Peter Mieg, Schweizer Komponist, Maler und Publizist
- 1991: Leon Klepper, rumänischer Komponist
- 1992: Richard J. Hughes, US-amerikanischer Politiker
- 1992: Johannes Leppich, deutscher Jesuitenpater und Wanderprediger

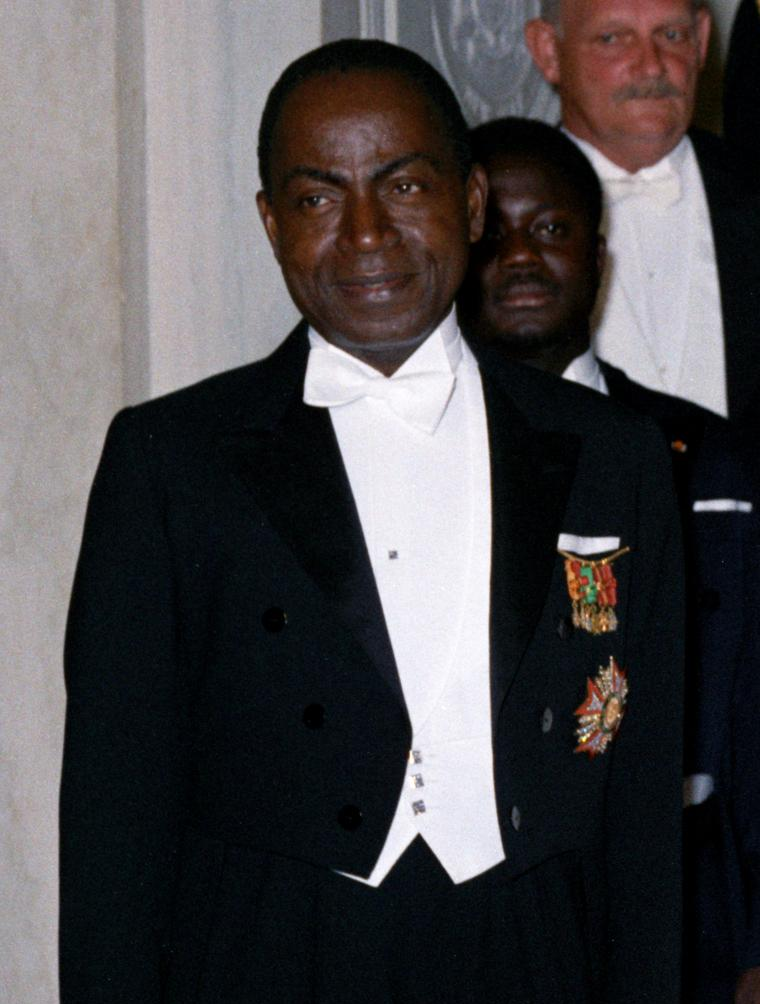
Félix Houphouët-Boigny († 1993)

- 1993: Félix Houphouët-Boigny, ivorischer Arzt und Politiker, erster Staatspräsident der Republik Côte d’Ivoire
- 1993: Wolfgang Paul, deutscher Physiker
- 1993: Robert Taft junior, US-amerikanischer Politiker
- 1994: Elga Andersen, deutsche Schauspielerin und Sängerin
- 1994: Wolfango Dalla Vecchia, italienischer Komponist und Organist
- 1996: José Donoso, chilenischer Schriftsteller
- 1997: Günter Bast, deutscher Innerer Mediziner
- 1997: Barry S. Brook, US-amerikanischer Musikwissenschaftler und Hochschullehrer
- 1998: John Addison, britischer Komponist
- 1998: Paul Tholey, deutscher Psychologe
- 2000: Paul Haletzki, deutscher Kapellmeister und Komponist
- 2000: Stanley Osborne, kanadischer Geistlicher, Musikpädagoge, Autor, Hymnologe und Komponist
- 2000: Dominique Vautherin, französischer theoretischer Kernphysiker

### 21. Jahrhundert
- 2001: Marie-Thérèse Chailley, französische Bratschistin und Musikpädagogin
- 2003: Gerhard Höpp, deutscher Orientalist und Islamwissenschaftler
- 2003: Raúl Vale, mexikanischer Sänger, Komponist und Schauspieler

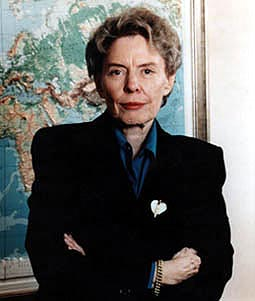
Jeane Kirkpatrick († 2006)

- 2004: Winfried Scharlau, deutscher Journalist
- 2006: André Biéler, Schweizer evangelischer Geistlicher und Hochschullehrer
- 2006: Jeane Kirkpatrick, US-amerikanische Politikwissenschaftlerin
- 2006: Jay McShann, US-amerikanischer Blues- und Swing-Pianist, Bandleader und Sänger
- 2007: Heinz Angermeier, deutscher Historiker
- 2008: Guy Rouleau, kanadischer Eishockeyspieler
- 2010: Elizabeth Edwards, US-amerikanische Rechtsanwältin und Autorin
- 2011: Josip Barković, kroatischer Schriftsteller, Drehbuchautor und Filmregisseur
- 2011: Kurt Ernsting, deutscher Unternehmer und Mäzen

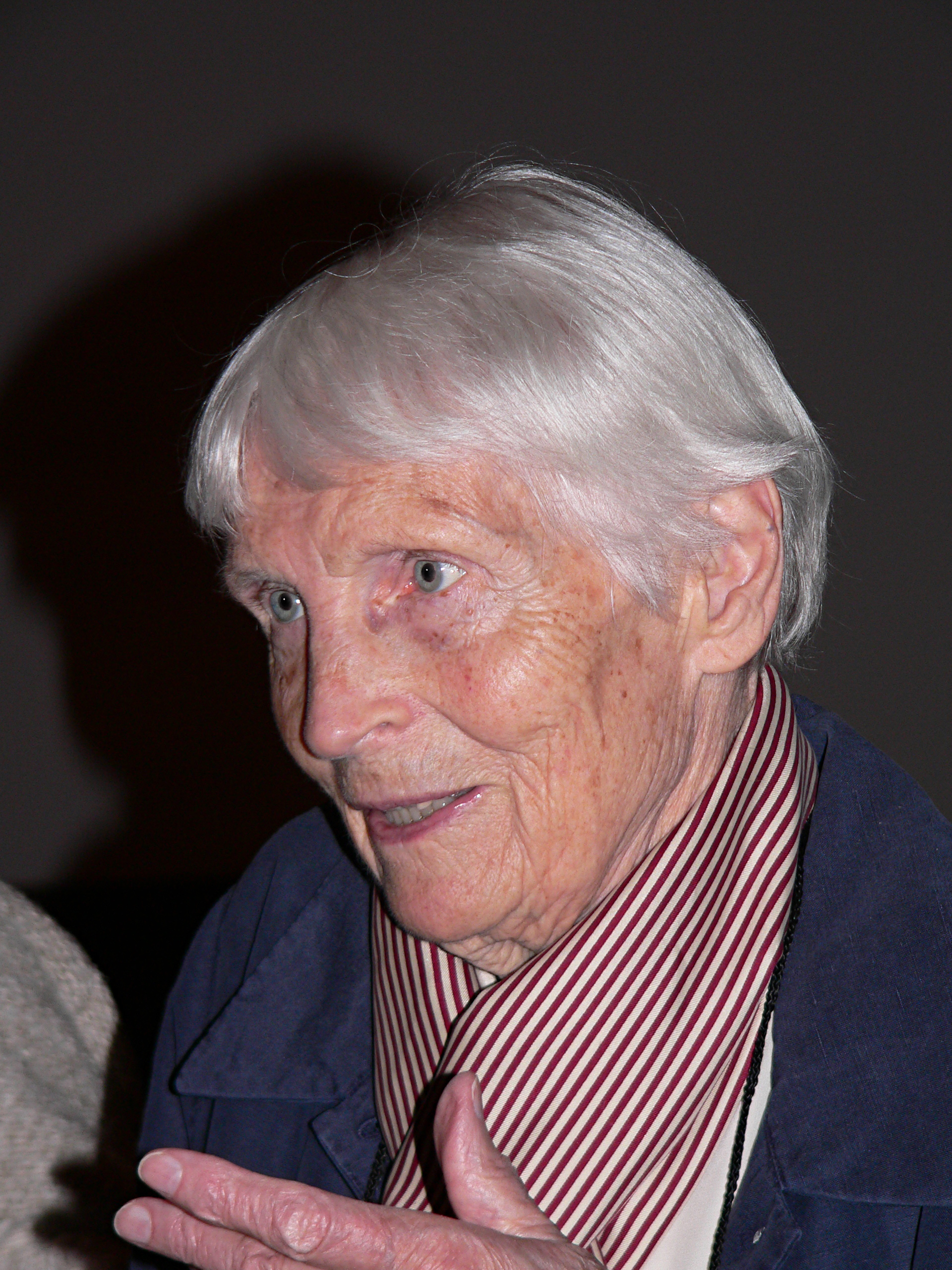
Marie Marcks († 2014)

- 2011: Harry Morgan, US-amerikanischer Schauspieler
- 2013ː Margaret Fairlie-Kennedy, US-amerikanische Komponistin
- 2013: Édouard Molinaro, französischer Filmregisseur
- 2014: Ruth Glöss, deutsche Schauspielerin
- 2014: Marie Marcks, deutsche Karikaturistin
- 2016: Paul Elvstrøm, dänischer Segler
- 2016: Gerti Gordon, österreichische Schauspielerin
- 2016: Hildegard Hamm-Brücher, deutsche Politikerin
- 2016: Greg Lake, britischer Bassist, Gitarrist, Sänger, Songwriter
- 2018: Belisario Betancur, kolumbianischer Politiker und Staatspräsident
- 2019: Reinhard Bonnke, deutscher Evangelist
- 2019: Wolfgang Winkler, deutscher Schauspieler
- 2020: Silvio Borner, Schweizer Wirtschaftswissenschaftler
- 2020: Howard Wales, US-amerikanischer Keyboarder
- 2020: Chuck Yeager, US-amerikanischer Fliegerveteran
- 2022: Jaroslav Bogdálek, tschechoslowakischer Skirennläufer und Eishockeyspieler
- 2022: Armando González, spanischer Steuermann im Rudern
- 2023: Vera Molnár, französische Künstlerin
- 2024ː Ursula Edelmann, deutsche Fotografin
- 2024ː Freusa Zechmeister, brasilianische Architektin, Designerin und Kostümbildnerin

## Feier- und Gedenktage
- Kirchliche Gedenktage
  - Hl. Ambrosius von Mailand, römischer Politiker und Kirchenvater, Bischof und Schutzpatron (anglikanisch, katholisch, orthodox, evangelisch: ELCA, LCMS, der Gedenktag der EKD ist am 4. April)
  - Opfer des Thorner Blutgerichts, Thorner Märtyrer (evangelisch)

Weitere Einträge enthält die Liste von Gedenk- und Aktionstagen.